# Jorge Bonsor
George Edward Bonsor  (30 de marzo de 1855-15 de agosto de 1930) fue un conocedor de antigüedades, pintor, arqueólogo, historiador y ceramólogo nacido en Francia, de nacionalidad británica y residente en España. También fue conocido como Jorge Bonsor por amigos y vecinos de las localidades andaluzas en las que vivió: Carmona, donde se inició como arqueólogo privado y donde fue nombrado hijo predilecto poco antes de su fallecimiento y Mairena del Alcor, donde adquirió el castillo de la localidad para habilitarlo posteriormente como su propia vivienda.
Fue un gran defensor del mantenimiento de los yacimientos arqueológicos y precursor de la arqueología moderna en España. Excavó en yacimientos de Andalucía Occidental, como la necrópolis y el anfiteatro de Carmona, otros yacimientos de Los Alcores, Setefilla en Lora del Río y las ruinas de Baelo Claudia en Tarifa. Escribió varias publicaciones relacionadas con sus descubrimientos y obtuvo nombramientos en varias instituciones académicas.

## Biografía

### Nacimiento
George Edward Bonsor nació en la industriosa ciudad de  Lille (Francia) el 30 de marzo de 1855, en la época de Napoleón III. Sus padres fueron, James Bonsor, natural de Nottingham (Inglaterra), ingeniero industrial, y Pauline Bonsor (nacida Marie Leonie Saint Martin Ghislaine), dama francesa, natural de Lille, quien murió con 25 años de edad, a los pocos meses de dar a luz a George, algo bastante usual en esta época debido al desconocimiento de la asepsia por parte de los cirujanos que asistían a las parturientas.

### Familia
Parece ser que James Bonsor, inglés aficionado al continente, trabajó en España como ingeniero en las Minas de Riotinto y en la empresa francesa de gas que se usaba en el alumbrado público en Cádiz y Sevilla. Quedó gratamente impresionado con Andalucía, por lo que recomendó a su hijo viajar a esta región.
Cuando nació George, James Bonsor, que contaba con 32 años de edad, residía en Lille. Tras la muerte de su esposa, contrajo un nuevo matrimonio con Mrs. Gregory, con quien tuvo dos hijas y un hijo (sus hermanastros Claire, Suzanne y Willy). Su tía paterna, Marie (Bonsor) Batley, junto con su esposo John Batley, que residían en Seaborough Court, en la localidad de Crewkerne (Inglaterra), fueron quienes se hicieron cargo de él hasta que alcanzó la edad escolar. George siempre consideró esta casa como la suya. Sus tíos poseían además una segunda residencia en Englefield Green, a las afueras de Londres, donde vivían con sus hijos Ralph, Armitage, Blanca e Inés, primos con los que Bonsor mantuvo siempre una cariñosa relación.
Por otra parte, contaba con una familia materna en Francia, en la localidad de Guernes, compuesta por sus tíos y cuatro primos: Henry, Pierre, Valentine y Pauline. Es esta última quien afirmaba que George pasó largas temporadas con ellos. Pauline señalaba que consideraban al joven George como un hermano y que las temporadas en las que vivía con ellos era para todos una gran alegría. La infancia de George fue dulcificada por su tía paterna o inglesa, la señora Batley y por su tía materna francesa (madre de Pauline), con las que vivía alternativamente.

### Formación
La familia de George Bonsor disfrutó de una regular fortuna. Como burgués que era, recibió una formación esmerada, puesto que además de su alto coste, tuvo un tono cosmopolita y políglota. Su padre, en sus constantes destinos profesionales por Europa, decidió que George le acompañara, por lo que tuvo la oportunidad de estudiar en liceos y escuelas de diversos países industrializados europeos. No hay constancia de las fechas de sus estancias en cada uno de ellos, ni por tanto el orden; sin embargo, según Juan de Dios de la Rada y Delgado y sus biógrafos posteriores, el orden es el siguiente: Ateneo de Tournai en Bélgica, Colegio Alemán de Moscú, Liceos de Albi (Tarn) y Montauban en Francia y en el Colegio Huddersfield de Yorkshire en Inglaterra. Este continuo viajar de sus primeros años de estudiante, que se convirtió en una constante en su vida, fue un aspecto sumamente importante en la formación de George Bonsor en cuanto al desarrollo de su curiosidad, dotes de observación y afición por la geografía.
No se ha podido precisar los motivos que inclinaron a Bonsor a orientar sus estudios superiores hacia las Bellas Artes, quizá sus cualidades innatas o sus constantes viajes. Lo que sí es cierto es que la vista de tantos y tan diferentes objetos y monumentos, en los diversos países recorridos por el joven en sus viajes acompañando a su padre, despertaron su sentimiento artístico.

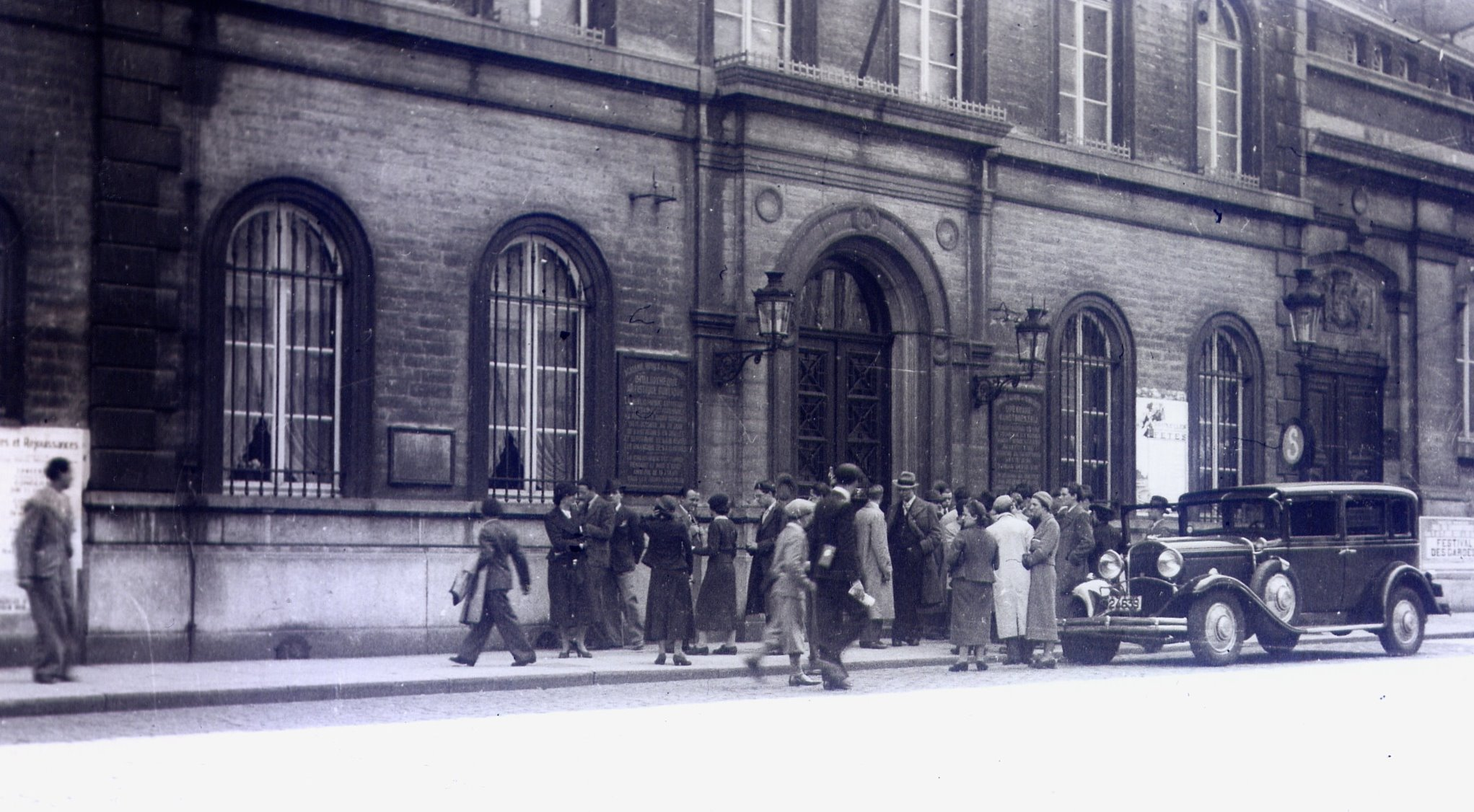
La Academia Real de Bellas Artes de Bruselas en 1935.

Al igual que ocurre con su formación primaria y secundaria, se desconocen las fechas de los períodos que estuvo en cada una de las escuelas superiores, aunque seguro se desarrollaron en la década de los setenta. La guerra franco-prusiana acabó con la toma de París por las tropas del canciller Bismarck. Probablemente este hecho y las revueltas sociales fueron las que llevaron a Bonsor a descartar entrar en la Academia de Bellas Artes de París e ingresar en la Escuela de Arte de South Kensington en Londres. Más tarde, optaría por la prestigiosa Real Academia de Bellas Artes de Bruselas. Es posible que residieran en Bélgica algunos parientes suyos. En esta academia de Bruselas, de marcado carácter liberal, recibió un premio de artista-arqueólogo.
Esta destreza le fue de una gran utilidad posteriormente, pues Bonsor se convertiría en uno de los primeros arqueólogos que utilizaron en España sistemáticamente el dibujo técnico en la descripción de los materiales y estructuras del registro arqueológico; materiales que consideraba como verdaderos monumentos artísticos. Es tal la importancia que otorgaba al dibujo en una investigación arqueológica que en algún momento llegó a declarar:

Pero no quisiera alentar a nadie que no tenga intención de hacer un dibujo serio, a emprender una excavación como esta. Considero un crimen el excavar sin dar luego un dibujo minucioso de la excavación.

Los dibujos fueron siempre importantes e interesantes y, en caso de que no fueran suficientes, consideraba que unas fotografías podían completar los datos dibujados. Bonsor practicaba la fotografía, pero generalmente se ayudó de fotógrafos profesionales locales como R. Pinzón y A. Pérez Romera.
Mantuvo toda su vida la nacionalidad británica pero su formación, así como su lengua, estuvo siempre más vinculada a la cultura francesa que a la inglesa. Sus documentos y publicaciones fueron redactados mayoritariamente en francés o castellano y raramente en inglés. Así se lo hizo entender a Reginald A. Smith, conservador del Museo Británico: 

Soy consciente de lo extraño que debe sonar que siendo inglés no sea capaz de escribir mi artículo en inglés, pero debo explicarme diciendo que nací en Francia, de padres ingleses, que crecí allí y en Bélgica, y que vine joven a España, hace 40 años aproximadamente. Vine aquí para pintar, pero pronto dejé el arte por la arqueología.

## El pintor: viaje a España
Desde el siglo XVIII era habitual que los ingleses acomodados realizasen un viaje por el sur de Europa, conocido como Grand Tour, para completar su formación.
Una vez concluidos sus estudios académicos, Bonsor decidió viajar a España para pintar. Sus pinturas tenían como temática principal figuras populares y escenas costumbristas. Se ha dicho que vino a España atraído por el tópico romántico, como tantos otros viajeros románticos ingleses y franceses.
Hombre sistemático, acostumbraba apuntar todo en diarios. Se conoce con muy buena precisión el viaje del joven Bonsor por España, el itinerario seguido, sus gastos y sus impresiones, gracias a un diario que confeccionó en francés durante el mismo. En la mayor parte de su viaje le acompañó Paulus, compañero de la Academia de Bruselas de origen belga y de creencia católica. Bonsor partió desde Bruselas y se encontró con Paulus en París el 10 de septiembre de 1880. Juntos, partieron en ferrocarril hacia Burdeos para dirigirse a Biarritz. Pasaron por San Juan de Luz y accedieron a España por Irún. La primera parada después de la frontera fue Burgos.
El objetivo fundamental del viaje era la visita de monumentos artísticos, museos de pintura y todo aquello sugerente que les pudiese interesar a los jóvenes pintores. Al igual que ellos, muchos de sus compañeros de la Academia emprendieron viajes similares por otros países del sur. Entre ellos, Bonsor recuerda a Laviada, Charlet, Klinkerberg, Van Maesdyck, Vlenhover, Knoffp, Evrard, Houyoux, Duyck, Crespin, Finch, etc. Algunos pertenecieron después al grupo belga de Los XX.
En Burgos, trabó amistad con el pintor Primitivo Carcedo, quien les enseñó la ciudad, especialmente la catedral y la Cartuja de Miraflores, les ayudó con el aprendizaje del castellano y los llevó por primera vez a una taberna.
Al llegar a Madrid se dirigieron inmediatamente a la emblemática Puerta del Sol. Posteriormente visitaron la colección de la Real Academia de Bellas Artes de San Fernando para admirar el famoso cuadro de Francisco Pradilla "Doña Juana la Loca" (1877), muy del gusto de la época y medalla de honor en la Exposición Nacional de 1878. Fue a los toros con su amigo Isaac Albéniz, al cual había conocido en Bruselas cuando este estudiaba en el conservatorio.
Tras hacer copias en el Museo del Prado y visitar el Museo Arqueológico Nacional concluyó:

La ciudad de Madrid me aburre soberanamente.

Luego se dirigió al Monasterio de San Lorenzo de El Escorial, que le decepcionó.
Fueron a Toledo a finales de septiembre. Nada más llegar, Bonsor manifestó:

La ciudad de Toledo al primer golpe de vista me gusta enormemente y veo que tengo muchas cosas que pintar aquí.

Su atención se centró principalmente en la descripción de las costumbres de la burguesía provincial y de los personajes que resultaban pintorescos a todo extranjero como los mendigos, los gitanos, los canónigos o los sangradores, así como en la descripción de los monumentos histórico-artísticos. El interior de la catedral de Toledo le gustó. Escribió cómo habían cambiado de culto los templos de Santa María la Blanca y el Tránsito sin cambiar la decoración. También menciona en sus escritos las ruinas del circo romano, la plaza de toros y la fábrica de armas.
Después se dirigió en ferrocarril a Córdoba, donde solo permaneció un día en el que visitó, apresuradamente, el puente sobre el Guadalquivir, las murallas y la mezquita. Córdoba, al ser una ciudad de paso entre Madrid y Sevilla, no era una parada de importancia para Bonsor. El 17 de febrero de 1881 llegó a Sevilla, donde le esperaba su compañero de viaje Paulus, quien se había llegado unas semanas antes.
Sevilla tampoco era una ciudad que le gustase para pintar. Con el único objetivo de contemplar las obras de su admirado Bartolomé Esteban Murillo, visitó la catedral, el Museo Provincial y el Hospital de la Caridad donde premonitoriamente descubrió la pintura de Juan de Valdés Leal. Calificó a los pintores sevillanos contemporáneos como mediocres y no sintió ningún aprecio por ellos. Decidió entonces visitar Carmona, aconsejado por su padre, quien había estado allí en 1845.

## Carmona
Viajó en ferrocarril de Sevilla a Carmona. Recorrió todo el municipio durante un día y le gustó mucho para pintar. Regresó a Sevilla y volvió a Carmona el 4 de marzo, alojándose en una casa de huéspedes de la calle Prim. Pintó monaguillos en el Patio de los Naranjos de la Iglesia Prioral de Santa María de la Asunción, un paisaje con el Monasterio de Nuestra Señora de Gracia, la calle del Convento de Santa Clara con un aguador con su asno y la plaza de abastos.
Coincidiendo con la celebración de la Semana Santa, describió por escrito de forma detallada la procesión de la Hermandad de Santiago y luego pintó un cuadro sobre la misma. El joven Bonsor, de 26 años, también anotó lo siguiente:

Cuando llegó la noche [en Carmona] veía pasar desde mi balcón la procesión con todas sus luces. En el balcón de enfrente se encontraban varias chicas que, tan pronto me vieron, comenzaron a cotillear -¡Es el extranjero, es el pintor!-. Una de ellas, de negra mantilla cubriéndole medio rostro, me miraba y ¡parecía pedirme algo!. Entonces me ocupé sólo de ella y no me ocupé más de la procesión

Anotaba comentarios jocosos, como el siguiente:

Los pobres mendigos españoles son numerosos, felices y fumadores empedernidos. Cuando estoy pintando, los pobres ciegos que pasan ¡siempre se acercan a mirar con ojo experto lo que estoy haciendo!. Lo que demuestra que cuando se trata de mi trabajo no son tan ciegos como otros.

Abandonó Carmona durante unos días para recibir en Gibraltar a sus tíos John y Marie Batley y su primo Armytage, a quienes acompañó en un viaje por Málaga, Granada y Sevilla, donde despidió a sus parientes. En Gibraltar comprobó la solidez del Imperio británico en su disciplinada guarnición, vestida con el abigarrado uniforme "para las colonias del sur". Tras pasar por Cádiz, regresó a Gibraltar donde tuvo un encuentro casual con su amigo Paulus. Decidieron visitar Tánger, donde permanecieron del 7 al 17 de mayo de 1881.
Tras ese viaje, regresó a Carmona donde permanecerá nueve meses, que fueron definitivos en su vida. Una de las cosas que más le impresionó durante sus primeros tiempos en este municipio fue una festividad taurina que tenía lugar el Día de la Ascensión, conocida como el toro de cuerda.
Muy pronto, Bonsor se hizo popular en el pueblo, donde lo conocían como el pintor inglés. Cuando pintaba en la calle la gente se paraba y hacía comentarios como «¡Qué bien está pintado ese farol!», por lo que comentó: «Me hice una reputación de pintor de quinqués».
Un cura, José Barrera, le encargó un retrato del vicario de Carmona, Sebastián Gómez Muñiz, por el que pagó cuatro duros "y los materiales". Bonsor anotó en su diario con humor:

Véase cómo el clero es aún hoy en España el único que alienta a los pintores.

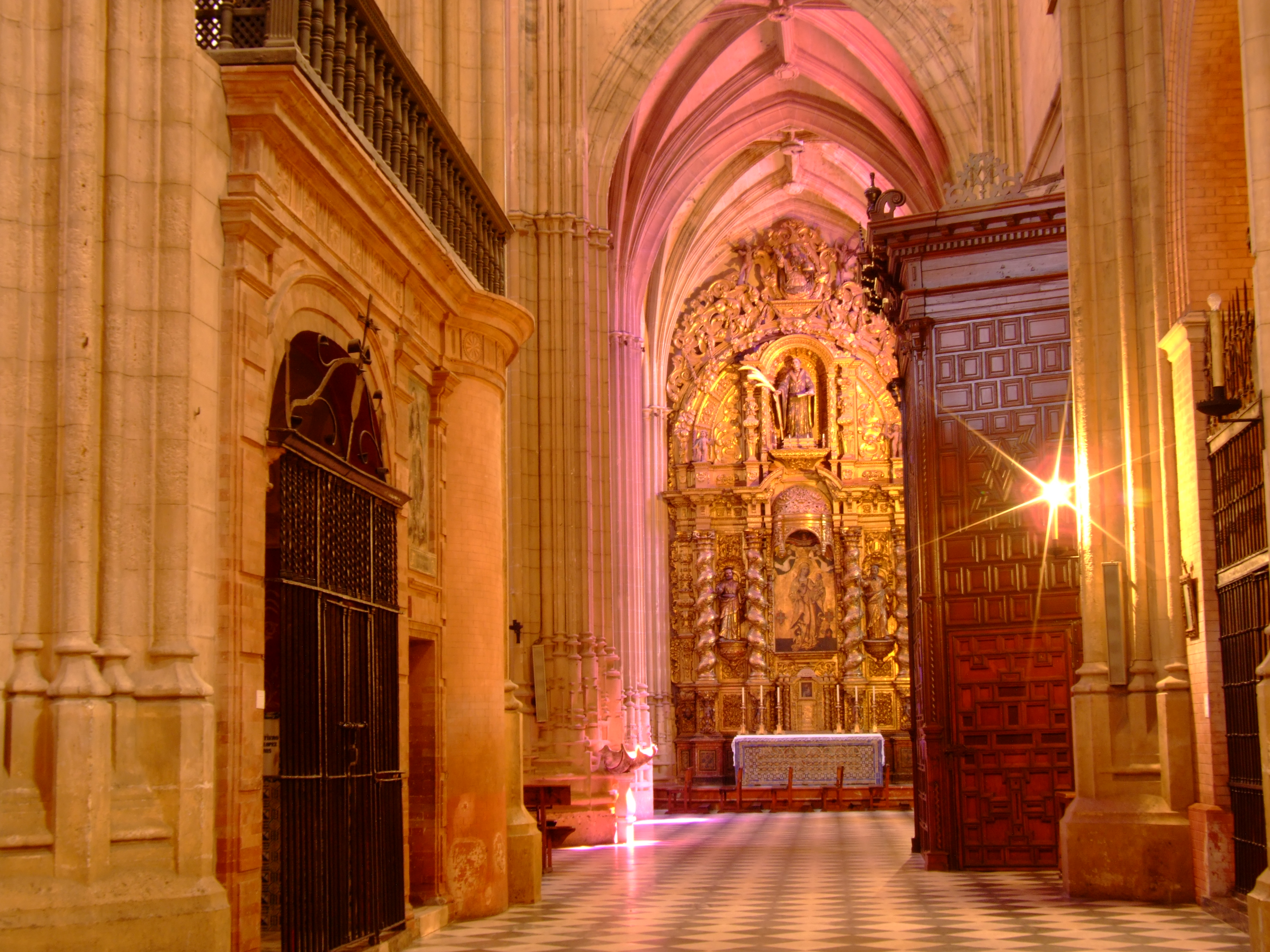
Iglesia Prioral de Santa María de la Asunción, Carmona.

Le encantaba contemplar a los grupos de campesinos regresando de la vega al atardecer, cuando subían las sinuosas cuestas hacia el pueblo con sus blusas blancas de algodón, en las que destacaban vistosos pañuelos de colores cruzados sobre el pecho y la espalda, las cabezas cubiertas con unos singulares sombreros de palmito y tirando de los burros cargados con los niños y los enseres del día. Decía él que lo que más le gustaba era observar al muchacho que iba delante de cada grupo soplando un gran caracol marino para anunciar la llegada al pueblo.
En la visita al cementerio le sorprendió el emparedamiento: 

[...] los nichos en las paredes y la división en varios patios. El patio de Nuestra Señora de Gracia, el grande, donde se encuentra en medio la fosa común para los pobres que van a tierra, y los ricos arriba, en la biblioteca.

  Se desenvolvía mal con la lengua pero pronto hizo amigos. Un vecino de Carmona, José Vega Peláez, le presentó a Juan Fernández López, un joven farmacéutico aficionado a las antigüedades. Mantenía reuniones casi a diario en la rebotica de este, con Manuel, su hermano y médico de profesión, el cura Sebastián Gómez Muñiz, Antonio Calvo Cassini, historiador y correspondiente de la Real Academia de la Historia, el cirujano Manuel Pelayo y su hermano Arturo, José Vega y otros que constituían un paradigma de tertulia de "anticuarios". Bonsor se integró en este grupo y en un corto espacio de tiempo el hombre viajado y cosmopolita se convirtió en la figura más representativa de tan heterogénea agrupación. Bonsor tenía intención de inspeccionar una tumba romana con frescos de la que le habían hablado. Esa misma noche fue visitado por Luis Reyes, conocido como Calabazo, un hombre de edad que se dedicaba a la recolección de plantas medicinales y ocasionalmente de antigüedades y monedas, que luego vendía a Sebastián Gómez Muñiz y a Juan Fernández López. Calabazo le mostraría la tumba previo pago de 6 pesetas. La reapertura de la tumba (situada en el camino de Brenes y hoy desaparecida) tuvo lugar el domingo 10 de julio de 1881. Fue tal la conmoción que le ocasionó la observación directa de la tumba romana, cuyos frescos representaban la escena de un banquete funerario (que dibujó minuciosamente), que en aquel instante se despertó su pasión por la arqueología hasta el punto de dedicarle su vida:

Fue la fuerte impresión que me produjo penetrar en esta cámara funeraria y contemplar sus portentosas pinturas cubriendo la totalidad de la superficie de sus paredes la que me hizo decidirme, conmovido, a consagrar mi vida a las investigaciones arqueológicas [...]

En aquel momento el estudio científico de la Antigüedad comenzaba a dividirse en dos disciplinas incipientes: a) los filólogos, orientalistas o indoeuropeos, estudiaban la difusión de grandes civilizaciones por sus textos; b) los arqueólogos etnógrafos estudiaban los pueblos primitivos mediante "la observación participante" (trabajo de campo). El Bonsor hombre de acción se sentía atraído por la segunda opción.

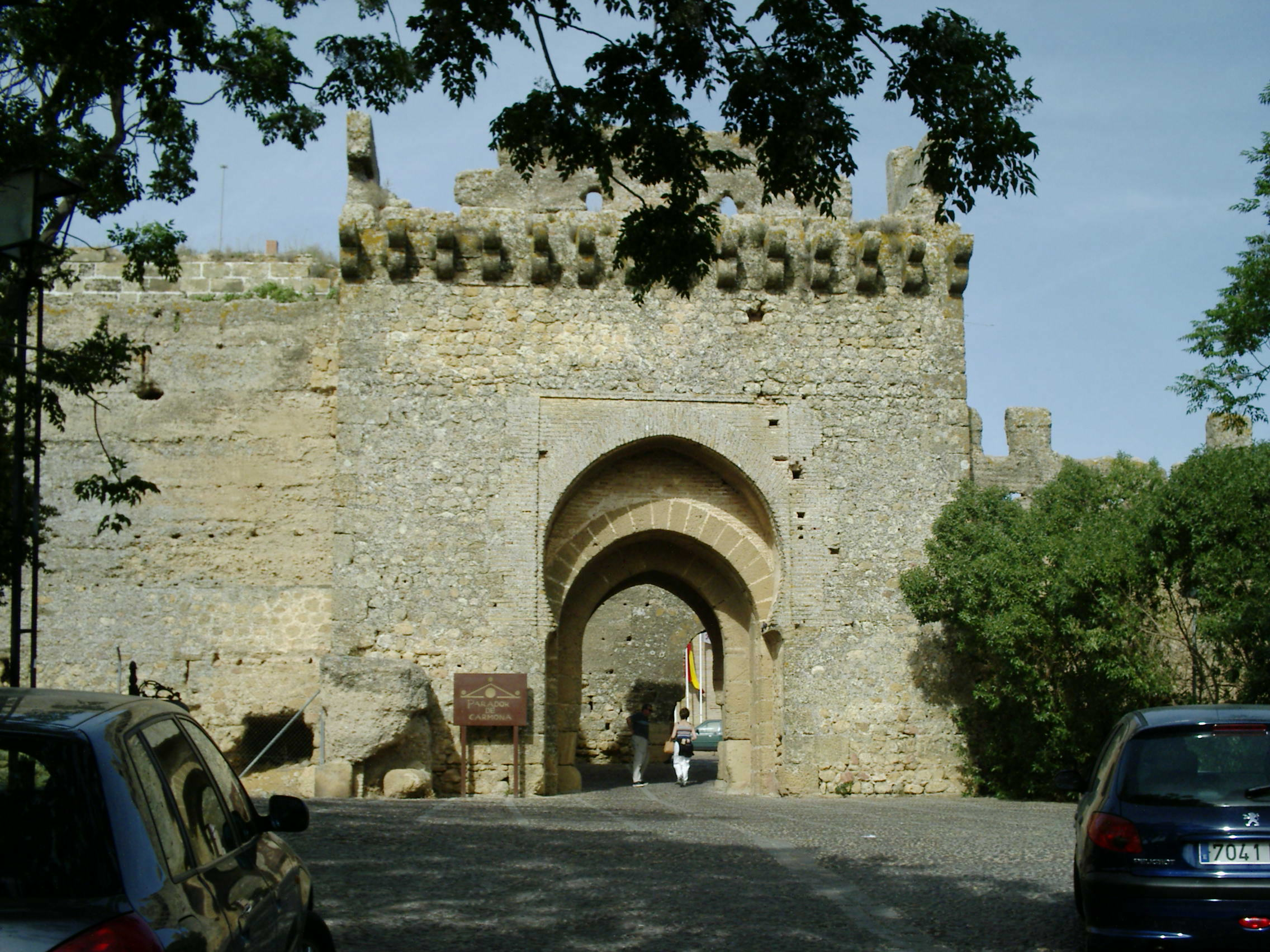
Entrada del Alcázar del rey Don Pedro.

En agosto de 1881 emprendió un viaje a Granada de quince días para recorrer la ciudad más pausadamente que en su anterior estancia con sus tíos, y posiblemente para meditar su dedicación a la arqueología; sin embargo, Bonsor enfermó, lo que precipitó su regreso a Carmona.
Dentro de su tertulia poco a poco se fue aficionando al coleccionismo de pequeñas antigüedades, que unas veces le regalaban y otras compraba. El 26 de febrero de 1881 se comprometió a realizar el retrato a una dama por el precio de 100 pesetas «para comprar antigüedades».  A la rebotica solía acudir con cierta frecuencia Luis Reyes Calabazo, donde hacía gala de gran cantidad de antigüedades, la mayoría romanas, que expoliaba de lugares que solo él conocía. La atractiva personalidad de Bonsor le granjeó simpatías generales y se hizo de una clientela. Fue requerido para realizar retratos de diversos personajes, como el de una hija del cirujano Manuel Pelayo y del Pozo. Terminó un gran grupo alegórico según su idea tópica de España en el que aparecían tres guapas mujeres de la burguesía carmonesa rodeadas de flores, un cura en el centro, y a su lado un joven militar, una niña y un monaguillo.
Bonsor acabó sintiéndose a gusto en Carmona. Vivía de rentas y muy bien, siendo su nivel de vida equiparable al de cualquier propietario de tierras o profesional liberal (notario, médico, farmacéutico) de la época.
Por aquellos años, el modelo político de la Restauración canovista representaba a una sociedad dominada por el caciquismo con una estructura económica oligárquica. Comenzaban a despertar los nacionalismos (central y periféricos). El control de los asuntos del patrimonio histórico-artístico español estaba en manos de la aristocracia ociosa, del alto clero y de la propiedad burguesa "deferente", tenedora de las fincas y monumentos. Entonces sucedía que, a la relativa abundancia de «antigüedades» se le unía el que España fuera un país atrasado y muy barato. Por otra parte, el estatus jurídico del patrimonio y de los hallazgos arqueológicos privados era por entonces muy poroso y rudimentario y, por tanto, independientemente del tópico romántico, el acicate para coleccionistas y aficionados extranjeros era evidente. José Ramón Mélida,  considerado como la gloria de la arqueología española, denunció la precaria situación de la legislación española en materia de expolio y apropiación indebida de antigüedades:     

«Las antigüedades viven en España de milagro. La casualidad las encuentra, la codicia las oculta cuando la barbarie o la ignorancia no las destroza y las injuria. Manos incompetentes suelen guardarlas sin aprecio [...] pocas veces pasan a ocupar un lugar digno en las salas de los museos y en la Ciencia las páginas que reclaman [...] podría evitarlo una ley».

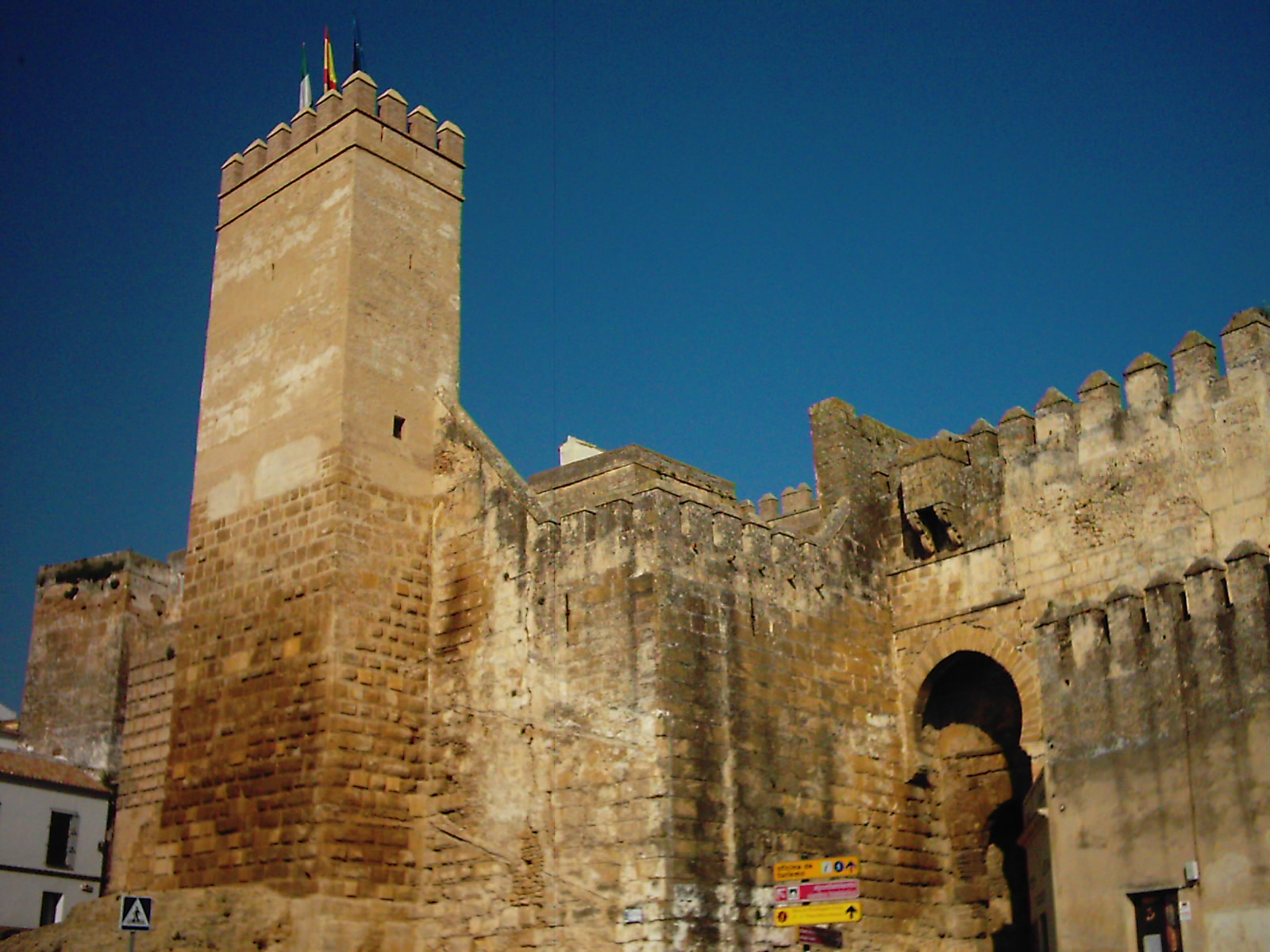
Alcázar de la Puerta de Sevilla (Carmona).

Movidos los de la tertulia por su amateurismo hacia las antigüedades, aunque sin ninguna cualificación, consiguieron por amistades permiso del gobernador civil para realizar excavaciones en el Alcázar (conocido entonces como "de afuera", "de arriba" o también de la Puerta de Marchena), uno de los monumentos antiguos más emblemáticos de la historia de la ciudad. Por sus encuestas, lecturas y paseos Bonsor sospechaba que bajo tierra había gran cantidad de restos arqueológicos que vinculaba con el fuerte terremoto de 1504. Según escribe en su diario, durante los últimos meses de 1881, él y sus amigos estuvieron excavando febrilmente con la ayuda de jornaleros (que habían venido andando desde Soria [en busca de trabajo]). Bonsor escribió:

«Un viejo ha despertado nuestras esperanzas anunciándonos que encontraríamos antigüedades, estatuas, ¡tesoros!...»

### La transformación
Tras esta aventura excavatoria del Alcázar (cuyos resultados no se conocen), Bonsor interrumpió su diario de 1881 y dio por concluido su viaje de estudios.
Es de suponer que la práctica de campo por las bravas, como se hacía entonces, aprendiendo de los errores junto a un estudio disciplinado de todo lo publicado en Europa operarían su transformación científica. He aquí lo que Fernández López opinaba de la afición carmonense:

"Mr. Thys [ingeniero belga recién llegado para instalaciones hidráulicas del pueblo] semi-indiferente hasta entonces a las antigüedades romanas, sintió bien pronto entusiasmo grande por las mismas: se hizo lo que se llama un buen aficionado, pero aficionado práctico, de esos a quienes aspiran a conocerla en sus intimidades, o sea, desenterrando ellos mismos los monumentos, única manera de sorprender determinados secretos y experimentar las sorpresas agradabilísimas de que oyera hablar a sus nuevos amigos".

La integración de Bonsor en este grupo entusiasta de Carmona, unido por la afición común al estudio de los monumentos y antigüedades de la ciudad, culminaría en la fundación de un ente erudito privado, la Sociedad Arqueológica de Carmona. Así pues, Bonsor era un amateur: conocía el dibujo técnico (de hecho se estrenó levantando el plano del Alcázar, al igual que haría con el del Alcázar de la Puerta de Sevilla). Desde luego, nunca había realizado prospecciones de campo con pico y pala ni era ingeniero o arquitecto de profesión, ni siquiera maestro de obras. Desconocía, pues, las habilidades de la naciente disciplina arqueológica (geología, estratigrafía) que le permitieran analizar o reconstruir una estructura desenterrada. En un corto espacio de tiempo debió asimilar conocimientos suficientes de geólogo, antropólogo, etnólogo, prehistoriador, arquitecto e historiador. Fue un osado autodidacta con talento que aprendió pronto y sobre la marcha con materia ajena por su don de lenguas, sus relaciones europeas y su filosofía positivista.
La existencia de un área de necrópolis se conocía desde unos años antes, entre 1868 y 1869, con motivo de los trabajos de allanamiento del llamado Camino del Quemadero. Así que se inició una etapa de expolio sistemático por parte de aficionados y propietarios de los terrenos, con un objetivo lucrativo, de forma que se vendían las piezas extraídas a coleccionistas. Bonsor, hombre serio ya determinado por la arqueología, propuso asociarse a Juan Fernández López, quien poseía una importante colección de antigüedades romanas, para la compra de las tierras de donde se habían extraído al objeto de apropiarse legalmente de los futuros hallazgos; a lo cual el farmacéutico accedió y además, le permitió hacer propiedad común de su colección particular.
Con este proyecto el 19 de diciembre de 1881 finalizó el viaje de Bonsor a España retornando a Lille, donde le esperaba su padre. La reflexión familiar debió ser muy sencilla: por entonces la investigación arqueológica europea había descubierto España, sus limitaciones científicas, su historia y cultura antiguas, su arqueología de gabinete, las facilidades que otorgaba para las excavaciones e incluso el traslado al país propio de todo lo encontrado. Se sabía de otros arqueólogos franceses y alemanes que habían hecho de España su lugar de residencia: iban, cosechaban, volvían y publicaban . Después de todo el hallazgo arqueológico no era más que un bien sujeto al tráfico jurídico privado y al libre mercado (bien tangible). Aquello era barato, con grandes facilidades y posibilidades de "airearse" por el Norte durante los meses de calor.
La Revolución Industrial había producido aquella clase de audaces burgueses emprendedores que hacían mercado y se aprovechaban de él. Una clase de hombres dispuestos a desenterrar los tesoros de la Historia para llevarlos al mercado, guiados por la razón, es decir, conociendo sus intereses y su provecho. Ningún excavador particular y extranjero habría osado expoliar las relativamente modestas antigüedades metropolitanas de las potencias colonialistas (Inglaterra, Alemania o Francia). Cuando esto sucedió, reaccionaron con legislaciones expeditivas.
La transformación vital que experimentó, desde el incipiente pintor de caballete al arqueólogo-excavador constituye un proceso íntimo y misterioso. No consta que asistiera a cursos en alguna escuela de arqueología (como por ejemplo la recién fundada [1882] École de Archéologie du Louvre de París). Rada señaló que durante 1882 Fernández López recorrió los museos arqueológicos de Madrid, Barcelona, Bruselas, Brujas, Gante, Amberes, Londres, París, Cluny y Lille, en algunas ocasiones en compañía de Bonsor. Para los historiadores Maier y Rada, esto responde a un interés por asesorarse en temas arqueológicos.

## Arqueología hispanorromana

### La arqueología de la muerte
La apertura de una tumba se consideraba moral y religiosamente una violación o una profanación. La apertura de una tumba antigua, hecha con el debido método,  y la apropiación de su contenido con fines científicos se consideraba un acto legítimo y una fuente de información historiográfica (material y simbólica). Una de las grandes frustraciones del arqueólogo es encontrar una tumba ya violada desde la Antigüedad.  Los inicios de las actividades arqueológicas de la sociedad   Bonsor & Fernández se centrarían básicamente en la arqueología hispanorromana, con la excavación de la ya conocida y muy expoliada necrópolis y el descubrimiento del anfiteatro, centrándose también en el estudio de las murallas, puertas y alcázares de Carmona así como el seguimiento y registro de los restos constructivos que aparecían intramuros. Una vez adquiridos los terrenos agrícolas apropiados en sociedad cooperativa, Bonsor comenzó a diseñar el proyecto de excavación durante los años 1882 y 1883, contratando peones (con Luis Reyes  Calabazo como orientador [murió en 1898] y Rafael Pérez Barrera como capataz) y equipamientos. Procuraban leer todo lo publicado sobre Historia y descubrimientos arqueológicos. Con el fin de recibir consejos y formación práctica, ambos socios emprendieron un viaje por distintos museos de Europa.

### Carmo romana

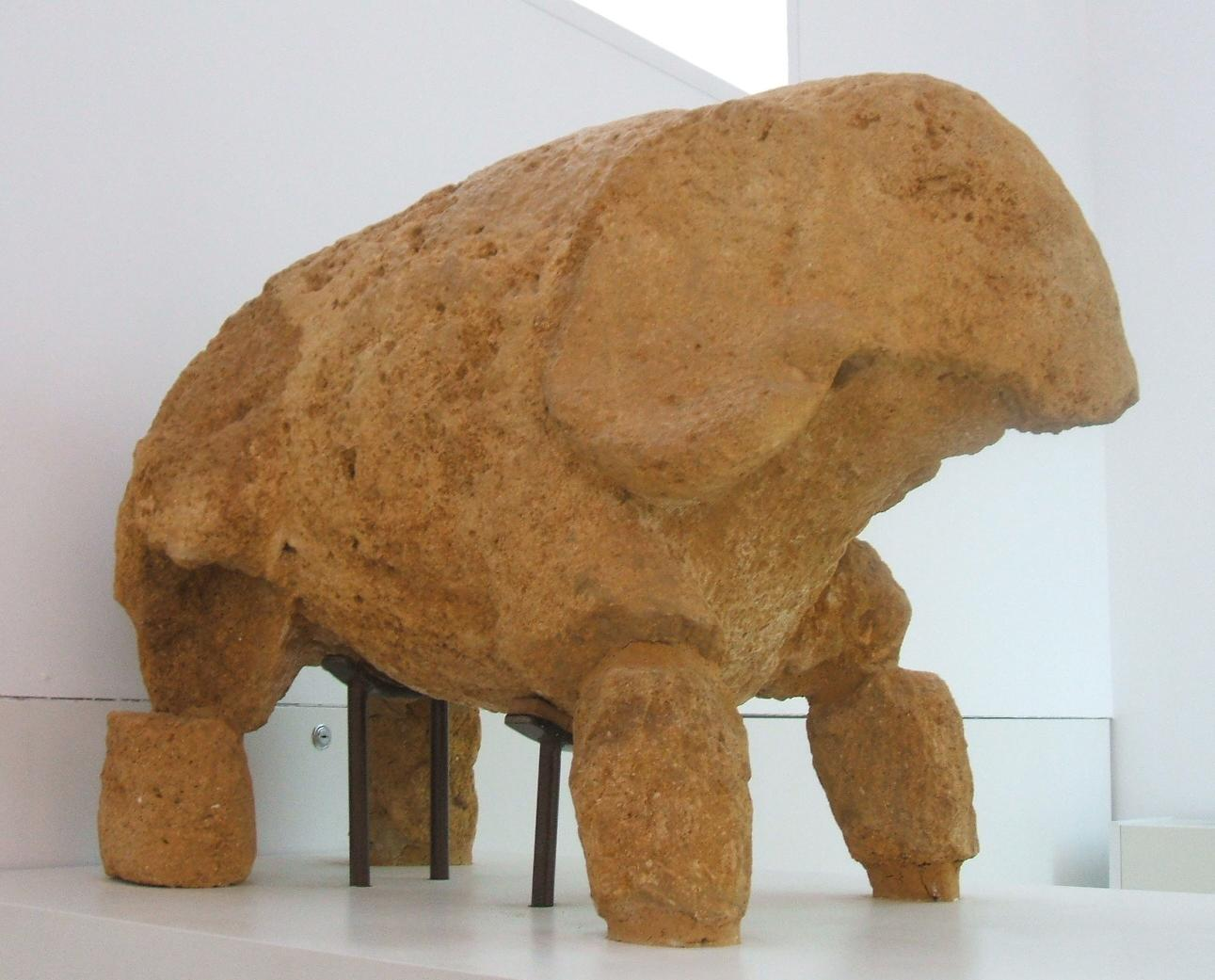
Escultura hallada en la Tumba del Elefante (Museo de la Necrópolis de Carmona).

Esta etapa se desarrolló entre 1882 y 1886. La documentación que se conserva actualmente en todo lo concerniente a la excavación de la necrópolis romana es relativamente escasa porque en gran parte fue vendida por Bonsor a la Hispanic Society. Aunque suficiente como para saber que supuso el primer proyecto de excavación sistemática y planificada en España. Las primeras excavaciones de Juan Fernández y George Bonsor se remontan al invierno de 1882 en los terrenos que habían adquirido de olivos y canteras conocidos como los campos de la Paloma, de Manta y de la Plata. Los trabajos continuaron a lo largo de todo el invierno y la primavera de 1883, y en otoño, primavera y verano de 1884, para finalizar, momentáneamente, hacía la primavera de 1885, fecha en la que ya se habían excavado 225 estructuras funerarias, alcanzando la cifra de 300 en los siguientes años. Las principales tumbas pueden observarse en tecnología 3-D.

### Arqueología liberal

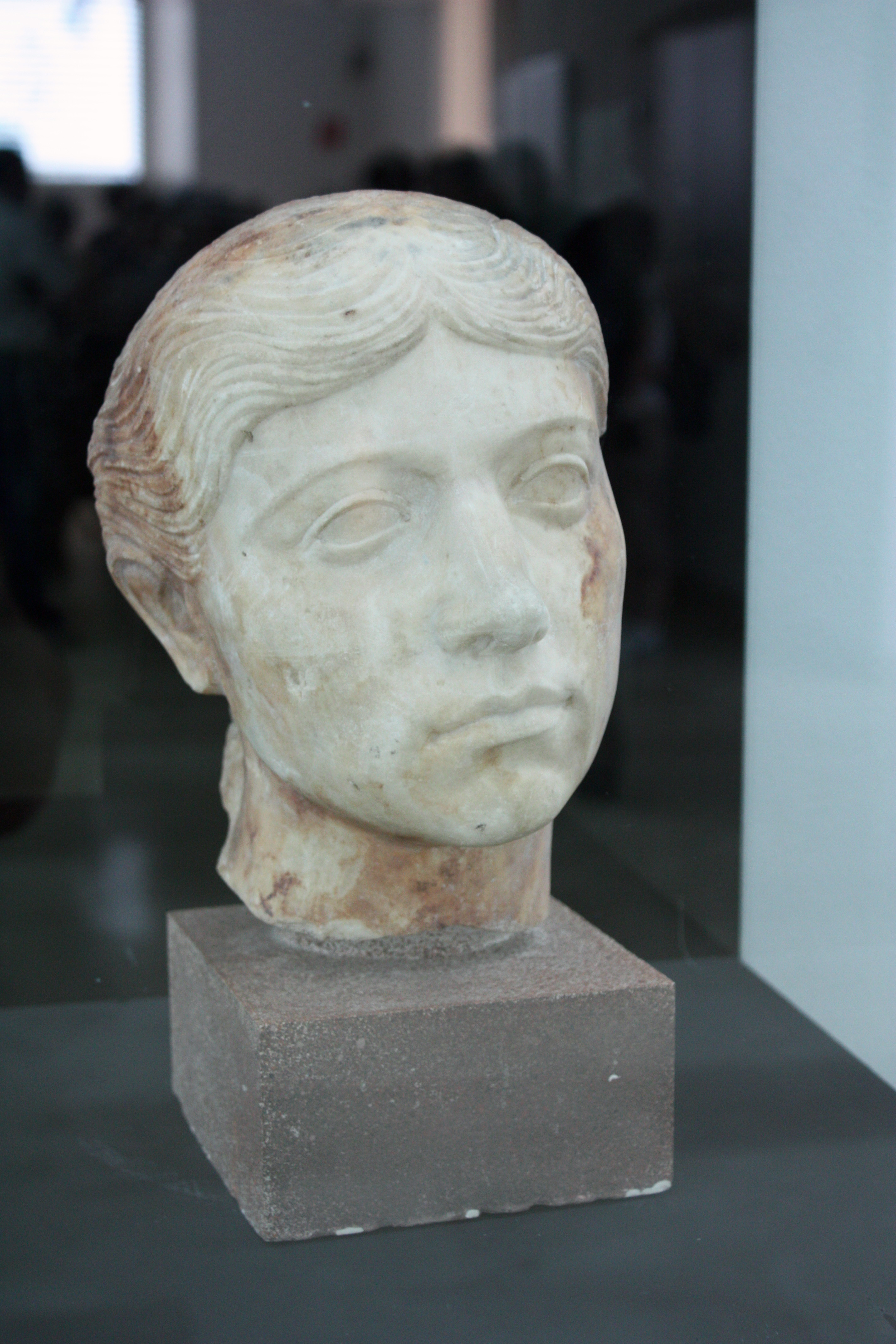
Cabeza de Servilia.

Bonsor y su socio español habían establecido los cimientos de una moderna arqueología liberal basada en la propiedad privada y el libre mercado. El recinto fue cercado con guarda y se construyó en el centro de la necrópolis de su propiedad un museo "in situ" de concepción funcional, que fue también la vivienda de Bonsor y depósito de su colección hasta que se mudó al castillo de Mairena. Allí hospedaban a los arqueólogos extranjeros visitantes.
Existe evidencia de que se cobraba una entrada por visitarlo y se hacían rebajas a grupos. La inauguración se produjo el 24 de mayo de 1885. La Necrópolis y su Museo quedaron expuestos al público. Aquel mismo año también se fundó la Sociedad Arqueológica de Carmona, entidad erudita privada, radicada en la calle San Felipe número 15 junto al periódico "La Verdad", que pretendía dar un lustre académico y científico al núcleo carmonense.  A este año corresponde el hallazgo de otras dos grandes tumbas, la llamada Columbario-triclinio y la Tumba del Elefante.
El último gran descubrimiento realizado en la necrópolis de Carmona, llevado a cabo exclusivamente por Juan Fernández López en terreno de su propiedad,  fue la llamada Tumba de Servilia. Su nombre se debe al hallazgo de un pedestal estatuario en la que se lee la inscripción SERVILIAE L F P MARI MATER D.  En esta excavación se produjo el descubrimiento de una estatua de mujer sin cabeza y el pedestal de mármol aludiendo a la inscripción nombrada anteriormente. El 6 de junio de 1886 se realizó la presentación oficial a las autoridades científicas españolas para que, dado su carácter privado, juzgaran los trabajos realizados. La Real Academia de la Historia y de la de Bellas Artes de San Fernando, instituciones sobre las que recaía la competencia en materia arqueológica y conservación del Patrimonio histórico-artístico, nombraron académicos correspondientes de ambas academias a George Bonsor y Juan Fernández López. Desde 1905 hasta su donación al Estado español en 1930, no existe ningún dato de nuevos trabajos o excavaciones desarrollados en el yacimiento.

### El anfiteatro de Carmona

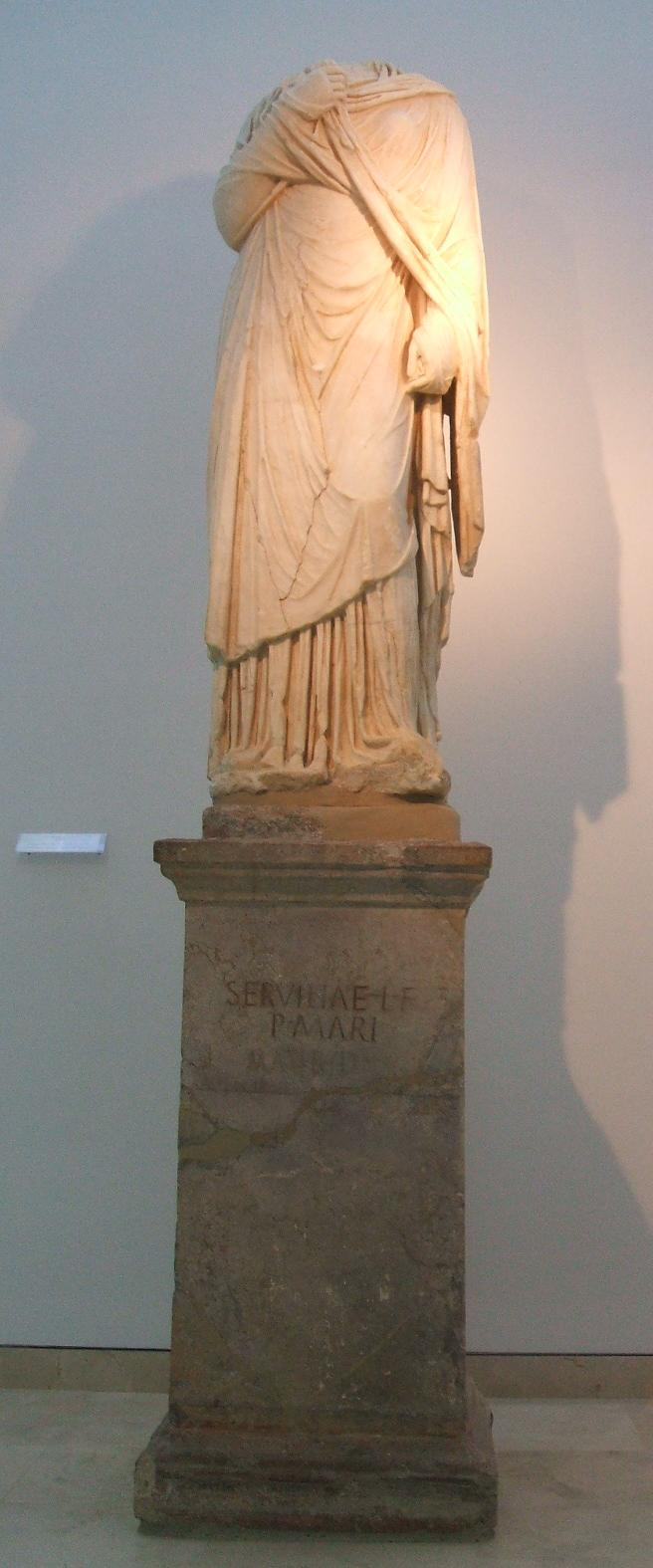
Estatua hallada por Juan Fernández López en la llamada Tumba de Servilia.(Museo de la Necrópolis de Carmona).

Dentro de las excavaciones que se realizaron en la Necrópolis, destaca el hallazgo del anfiteatro de Carmona, en cuyo descubrimiento fue decisiva la labor de Bonsor. La topografía del terreno hizo sospechar a los arqueólogos que, en el llamado Campo de la Plata, se debería encontrar el monumento público que iban buscando: una inmensa hondonada que hasta entonces se había usado para albergar alpechín.
En mayo de 1885 se realizaron unos sondeos previos para lo que trazaron una zanja de ensayo con una anchura de 0,80 metros desde la zona alta de la hondonada al centro de la depresión, con orientación sudeste-noroeste, hasta alcanzar la roca, que dio como resultado el descubrimiento de parte de la praecinctio.
Tomás Domínguez Romera, conde de Rodezno, era el propietario ausente de los terrenos y este lo tenía arrendado a José Domínguez y Trigueros, de quien obtuvieron el permiso necesario para realizar nuevos trabajos durante cinco meses. La intención de los arqueólogos era adquirir dichos terrenos, pero el precio puesto por el propietario era inalcanzable para ellos.
Para el cálculo cronológico del monumento y su interpretación, Bonsor se basó principalmente en los hallazgos numismáticos y en las tumbas. Para datar la construcción del anfiteatro, que sitúa en los tiempos de los primeros emperadores, no tenía más testimonios que las antiguas tumbas de las inmediaciones, las cuales eran posteriores a la construcción del Anfiteatro. Para la fecha de abandono poseía más elementos de juicio, como el hallazgo de una tumba a la derecha de la gran entrada tallada en la roca, y en una dirección transversal a las gradas del segundo meníano. La tumba, que carecía de ajuar, pero sí parecidos tipológicos con otras halladas en la Necrópolis, daba claros indicios de que el abandono del anfiteatro correspondía a finales del Imperio.
Este anfiteatro es un edificio complejo, ya que conjugaba finalidades propias de teatros y circos. Pese a ello, se consideró la posibilidad de encontrar en otro lugar el teatro o el circo. El anfiteatro de Carmona, que es uno de los primeros construidos en Hispania, fue un hallazgo importante para la arqueología romana en su tiempo al tener la singularidad de ser descubierto mediante un nuevo concepto de investigación arqueológica.
Consciente Bonsor del valor del monumento, trató por todos los medios que su excavación se efectuase completamente, aunque sin éxito, apelando a las instituciones oficiales y en especial a la Real Academia de la Historia uno de cuyos académicos, Rada, incluso incluye el anfiteatro en su memoria sobre la Necrópolis. Juan Fernández López refiere en las Memorias de la Sociedad Arqueológica de Carmona que recibieron 300 pesetas que habían solicitado a la Diputación Provincial, pero que no cobraron hasta un año más tarde, no pudiendo practicar las excavaciones en extensión, como tenían proyectado. El anfiteatro romano de Carmona fue propiedad privada hasta 1973 en que los Condes de Rodezno lo donaron al Estado, pero tal cesión no ha mejorado las expectativas de este yacimiento, casi abandonado al efecto del tiempo.  Lo penoso es que el anfiteatro no es visitable. Puede contemplarse a lo lejos a través del mallazo que lo rodea, desde la misma calle. Tampoco se observan obras de excavación en el mismo, por lo que la mayor parte del permanece aún bajo tierra.

## Arqueología prerromana: Los Alcores
La primera etapa se desarrolló entre los años 1894 y 1898.                                                                                                                             La exploración de Los Alcores la inició la Sociedad Arqueológica de Carmona a partir de la intuición del socio Manuel Pelayo del Pozo, quien en 1884 pensó en la cultura ante-romana. Tras algunas excavaciones poco éticas y desafortunadas de Juan Peláez y Barrón y algún otro socio periodista mal avenido, a partir de 1885 continuó Bonsor en solitario, al permitirlo el reglamento de la Sociedad.
Su objetivo era el de estudiar determinadas estructuras presumidas de la época protohistórica de la región. El interés por este período (eneolítico-bronce tardío-Hierro I) hay que buscarlo en el giro que se produjo en Europa en la investigación arqueológica que, en detrimento del Paleolítico, centró su búsqueda en los períodos más atractivos para el origen y conformación de los nacionalismos europeos, entre el Neolítico y la dominación romana.
Aquellos hallazgos protohistóricos (ante-romanos) que iban apareciendo bajo túmulos o a poca profundidad suscitaban una duda fundamental: ¿venían de alguna otra cultura o habían sido concebidos in situ por los aborígenes (en este caso, genéricamente los iberos)?.
En respuesta al evolucionismo darwiniano, que postulaba un desarrollo cultural policéntrico entre civilizaciones puesto que la psiquis era común, el difusionismo monocéntrico, de ideología más conservadora, atribuía el progreso al contacto cultural y al flujo cultural entre superior e inferior. Dentro del marco difusionista étnico, que había comenzado a surgir del idealismo filosófico alemán a partir de la década de 1880, la capacidad humana para la innovación fue considerada tan limitada que los descubrimientos básicos, como la cerámica o la metalurgia del bronce, parecían no haber podido ser inventados más que una vez y por tanto se recurría al difusionismo como explicación de su expansión por todo el mundo.
Los difusionistas constataban la similitud de ciertas manifestaciones de culturas inferiores con las de las grandes civilizaciones superiores, llegando a la conclusión de que aquellas imitaban pobremente a estas. Así cualquier artefacto arqueológico encontrado en un yacimiento debía mostrar la huella de una influencia exterior más potente, fuese minoica, fenicia, egipcia, celta, griega etc. Precisamente ubicada en alguno de los territorios que por entonces estaban siendo explotados por las principales potencias coloniales europeas.   Había que elucubrarla por metodología comparativista; se hacían detalladas clasificaciones de artefactos, corpus, que se organizaban en secuencias culturales para establecer paralelismos (discusión de paralelos). Había multitud de eruditos de gabinete que peritaban ante una simple fotografía por este método. En este cambio de perspectiva jugó también un papel determinante el descubrimiento de las raíces prehistóricas de las llamadas culturas clásicas, a partir de los trabajos de Heinrich Schliemann en Grecia y de William Matthew Flinders Petrie en Egipto, por citar los más representativos, que se produjeron entre 1880 y 1900, es decir en el momento en que se realiza la síntesis del modelo filológico y el modelo naturalista, unión que dio lugar a la moderna arqueología.
En el seminario de San Isidoro de Sevilla se impartía la asignatura de Arqueología Cristiana. A pesar de encontrarse numerosos abates entre los profesionales de la Arqueología, hay que decir que en España la Iglesia Católica había venido frenando el estudio de todo lo relacionado con la prehistoria y veía con malos ojos el darwinismo, la evolución natural y lo antediluviano. Todavía en 1894 el proto-arqueólogo sevillano Carlos Cañal afirmaba: 

« [...]  las exploraciones y hallazgos prehistóricos confirman, si de confirmación hubiera menester, la doctrina siempre sostenida como verdadera. El Congreso Católico [III] habido en Sevilla (1892) declaró que los estudios prehistóricos nos demuestran la aparición reciente del hombre sobre la tierra, su creación en estado de cultura y su origen divino e inmediato».

Posiblemente influyera en Bonsor la proximidad del arqueólogo profesional francés Arthur Engel o quizás se sintiera estimulado por las noticias sobre los asombrosos hallazgos del ingeniero-arqueólogo belga Luis Siret en Almería  (publicados con gran aceptación internacional en Amberes en 1887).
Bonsor fue un difusionista convencido. La exploración de Los Alcores fue, sin duda, uno de sus trabajos más trascendentales. Su importancia se centra en tres aspectos que se relacionan:
a) Por una parte, en la naturaleza de sus descubrimientos. Sus hallazgos eran tumbas no contemporáneas entre sí. Cada túmulo era un cementerio que contenía uno o varios enterramientos (microespacio cerrado). El ritual funerario podía ser por inhumación o por incineración y no había una manera establecida de colocar la pira, la urna y los objetos. Había asimismo túmulos individuales (Bencarrón, Mesa de Gandul, Alcantarilla, El Acebuchal, Santa Lucía y Cañada de Ruiz Sánchez) y estructuras megalíticas.
b)  Por otra parte, en la metodología y el criterio espacial empleados en su trabajo de campo . Los ajuares, la cerámica, el tipo de ritual daban lugar a interpretaciones ambiguas sobre datación, estatus social, etnia o intercambios comerciales. Bonsor da mucha importancia al análisis de las relaciones entre yacimientos, y al análisis de las relaciones de los yacimientos con el entorno medioambiental en el que se ubican. Intuye, en el macroespacio de la vega del Guadalquivir,   la permanente presencia de “pueblos”: celtas, fenicios, libio-fenicios (cartagineses), como motores de la civilización y del asentamiento de culturas (aculturación), en un inconcreto marco de “colonias” y colonización agrícola fenicia o púnica, que no explicó en su momento.  Su simpatía anglosajona por lo semita (fenicio, libio-fenicio o púnico) se hacía evidente.
c) Y por último, por la forma expositiva; sus resultados fueron publicados de manera brillante en la Revue Archeologique en 1899, bajo el título Les colonies agricoles pre-romaines de la Vallée du Betis, convirtiéndose en la primera y más famosa publicación de George Bonsor.
Posteriormente volvió a centrarse en Los Alcores (la llamada segunda exploración de Los Alcores 1900-1911), realizando prospecciones y excavaciones que son de significativa importancia, pues permitieron a Bonsor precisar y describir la secuencia cultural de la región de la vega de Carmona y, por extensión, del Bajo Guadalquivir.
Como resumen secuencial: Bonsor mantiene la existencia desde el Neolítico de una cultura indígena preexistente en el valle del Guadalquivir, que se verá influida por la colonización fenicia (que tuvo un marcado carácter agrícola en el valle) durante el Bronce Final, de la que se originaría la cultura Tartésica, que alcanza su máximo apogeo durante el Hierro I. Al final de este período tendrá que soportar la invasión céltica y la cartaginesa. Bonsor niega cualquier influencia griega en esta área sudoccidental de Andalucía.

### Itálica
Por el año 1892 Arturo Galí Lassaletta publicó una Historia de Itálica, que ponía de manifiesto el abandono en el que se encontraba el yacimiento de Santiponce por parte de la Comisión de Monumentos Provinciales, presidida entonces por Francisco Caballero Infante, del gobernador civil y los alcaldes de Sevilla y Santiponce. El monumento era propiedad del Estado, aunque el resto de los terrenos eran de propiedad privada, lo que favoreció la realización de intervenciones particulares en las ruinas, principalmente en el pueblo.
Estas intervenciones clandestinas, con fines más o menos científicos o en busca de piezas importantes para colecciones particulares y exorno de mansiones aristocráticas, produjeron también, como era de esperar, descubrimientos significativos, como el Bronce de Itálica, un tesoro de barras de plata y oro y monedas, además de importantes piezas escultóricas, mosaicos, etc. El francés Arthur Engel, eminente numismático, junto con Antonio María de Ariza protagonizaron, hacia 1890, una serie de excavaciones en el yacimiento, en las que descubrieron tumbas e inscripciones funerarias, que fueron depositados en el museo del Ateneo y Sociedad de Excursiones.  Bonsor había publicado un trabajo divulgativo sobre Itálica titulado «Le Musée archeologique de Séville et les ruines de Itálica».
En enero de 1898 llegó a Sevilla Archer Milton Huntington, un diletante millonario americano. Allí le esperaban Arthur Engel y Bonsor, escribe Archer: 

«Somos amigos; los dos me han dado la bienvenida a una placentera fraternidad. Pasamos las noches y los días juntos [...] Yo había pensado en complicadas preparaciones, pero no, no hacen falta, tenemos que avanzar [excavando] a nuestro capricho y hallar el tesoro, si podemos».

  Atraído por los tesoros de la antigua ciudad romana y por las facilidades de excavación, arrendó un terreno hacia el sur de Itálica en el que emprendió una serie de excavaciones sin ningún conocimiento técnico.  Los trabajos que comenzó Huntington tuvieron que ser interrumpidos por causa de la guerra con los Estados Unidos de 1898.   Este primer contacto fue de especial importancia para el futuro de Jorge Bonsor, ya que este mantuvo una estrecha e intensa amistad y colaboración con Huntington durante toda su vida, fruto de la cual se conserva una abundante y expresiva relación epistolar y mercantil.

## La exploración de las Islas Sorlingas
Una vez finalizada la primera exploración de Los Alcores, Bonsor emprendió la de las islas Sorlingas (Scilly). Ambas exploraciones guardan una íntima relación con la presencia fenicia en el Occidente europeo. Esta sería la única vez que Bonsor acometió una investigación de ámbito europeo, de plena iniciativa personal y contando exclusivamente con sus propios medios.

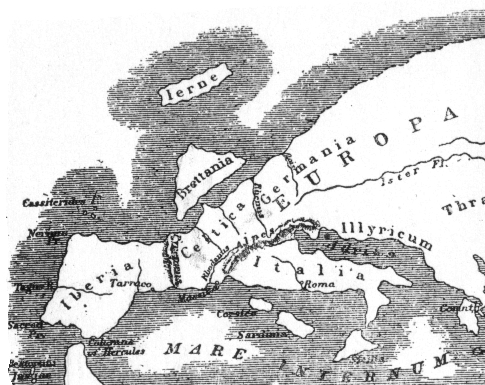
Mapa de Europa basado en la geografía de Estrabón mostrando las islas Casitérides al noroeste de Iberia.

Bonsor utiliza el método hipotético-deductivo, que consiste en una estrategia de investigación que parte de toda una serie de teorías previas cuya contrastación sería el objetivo último de la investigación. El objetivo principal era encontrar pruebas arqueológicas que demostrasen la presencia de los fenicios en las islas Sorlingas, archipiélago identificado por la historiografía británica con las Casitérides de la Antigüedad. Las islas Sorlingas, son un grupo de islas e islotes, situadas al suroeste de la península de Cornualles. Tan solo cinco de las islas estaban habitadas: Saint Mary's, Tresco, Saint Martin's, Bryer y Saint Agnes. St. Mary, que es la capital, cuenta con la mayor parte de la población.
En la época, estaba muy difundida en Inglaterra la creencia orientalista de que los fenicios habían llegado hasta la región de Cornualles, desde el emporio comercial de fundación más antigua de este pueblo en Europa occidental: Tartessos, la Tharsis bíblica, en busca de estaño. Esta cuestión constituye una de las fuentes del ya expuesto semitismo inglés, cuyo máximo representante en Inglaterra fue el historiador George Rawlinson con su obra History of Phoenicians, que es precisamente la obra que Bonsor manejó como modelo histórico.
Cabe destacar lo ambicioso del proyecto que no era sino el claro reflejo de una idea de arqueología filológica. Verdaderamente, es en la exploración de las Scilly donde Bonsor alcanzó la plena madurez como arqueólogo aunque no fuese considerado como tal en su país.
Bonsor estudió en tres viajes veraniegos una serie de tumbas en varias de las islas sin encontrar vestigios fenicios, que él conocía muy bien. Tampoco encontró evidencias de vetas minerales ni llegó a intuir la etnia de sus habitantes. Llegó a la conclusión de que las islas Scilly no eran las Casitérides. Ante lo precario de sus hallazgos, no los publicó aunque tenía un diario pormenorizado de su viaje. Tomó muestras de arcillas, de conchas, de fauna etc. que hizo analizar por científicos ingleses. Si bien los objetivos históricos planteados inicialmente no fueron alcanzados, existieron otros factores que se relacionan con su metodología prospectiva que son los que confieren un gran valor a su trabajo en las islas Sorlingas.

## Madurez de Bonsor como arqueólogo

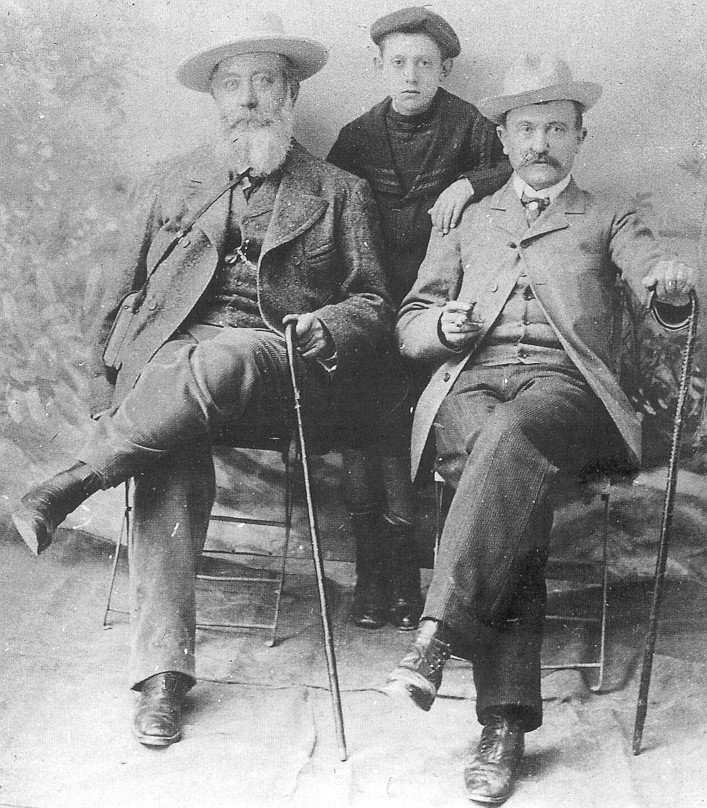
Dos ilustres colegas franco-arqueólogos. Pierre París (d) junto a Arthur Engel en Osuna.

Bonsor alcanzó un reconocimiento unánime por su notable contribución al progreso y avance de los estudios arqueológicos. La lectura de su correspondencia revela sus estrechos lazos con autoridades científicas de la época. Por ello, fue nombrado miembro de varias Sociedades:
- Miembro correspondiente de la Societe des Scaénces, Arts et Belles Lettres du Tarn (18-2-1888).
- Socio correspondiente de la Sociedad Artístico-Arqueológica de Excursiones de Cádiz (23-6-1893).
- Miembro correspondiente de la Societe de Correspondance Hispanique de Burdeos (8-3-1898).
- Socio correspondiente de la Sociedad Artístico-Arqueológica Barcelonesa (26-3-1900).
- Socio de la Societe d'Archeologie de Bruselas (2-4-1900).

Pero, indiscutiblemente, el hecho más revelador de este reconocimiento fue el ser llamado a formar parte del comité francés de organización del Congreso Internacional de Antropología y Arqueología Prehistóricas para desempeñar el cargo de secretario adjunto coincidiendo con la Exposición Universal, lo que significó su pleno reconocimiento en el concierto internacional.
Durante estos años colaboró con una serie de artículos en la reorganización de la Revista de Archivos, Bibliotecas y Museos, que fueron publicados consecutivamente en los años 1897, 1898 y 1899 y que se englobaron bajo el título Noticias arqueológicas de Carmona. En estos artículos comunicó los descubrimientos que se produjeron a lo largo de estos años, entre otros el de los mosaicos romanos bajo el solar que ocupaba el antiguo convento de Santa Catalina de Carmona, posteriormente convertido en Plaza de Abastos. Recopiló los hallazgos de cabezas femeninas romanas en distintas épocas y lugares de Carmona, que atribuyó a la época de Tiberio por el estudio del tocado, a los que añadió la descripción de la Tumba de Postumio acompañado de un dibujo de la planta y sección de la misma, pues Bonsor la consideraba contemporánea de las esculturas estudiadas.
Reveló materiales inéditos de la necrópolis romana de Arva, un plomo y dos lacrimatorios con marca de fabricante, y asesoró sobre la conservación de antigüedades, en concreto sobre el control de la humedad y la conservación de los objetos metálicos. Por último, publicó un escueto estudio sobre hiposandalias romanas (calzado para caballos), acompañado de un curioso dibujo.

## Arqueología filológica
La arqueología de Bonsor fue en algunas ocasiones una “arqueología filológica”, basada en textos clásicos. No es de extrañar que prospectase en las míticas islas Cassiterides buscando huellas de estaño o en el tramo navegable del Guadalquivir buscando los “oppida” del Libro III de la Historia Natural de Plinio el Viejo; incluso el término “navegable” es propio de un autor clásico como Estrabón.  Realizó dos expediciones a pie por las riberas del Guadalquivir (1889-1890) para constatar y corroborar la exacta procedencia de las marcas de los distintos alfares que se distribuían a lo largo del río siguiendo la toponimia de Plinio (Carbula, Detuma, Celti, Axati, Arva, Singilis etc) comparándolos con los hallazgos del Monte Testaccio en Roma. Bonsor traza con toda fidelidad una carta arqueológica de la implantación rural romana en el Bajo Guadalquivir donde hace constar las grandes aglomeraciones urbanas, villas, granjas, necrópolis, alfares, puertos, piscinas, estanques y aljibes. En 1900 y 1902 Bonsor reanudó la exploración del río Genil, entre Palma del Río y Écija, y la del Guadalquivir desde el río Guadalbacar hasta Alcolea del Río.  Los resultados fueron publicados después de su muerte, donde Bonsor desarrolló una amplia teoría sobre la navegabilidad del río, la economía y el comercio de la Bética con la metrópoli romana.

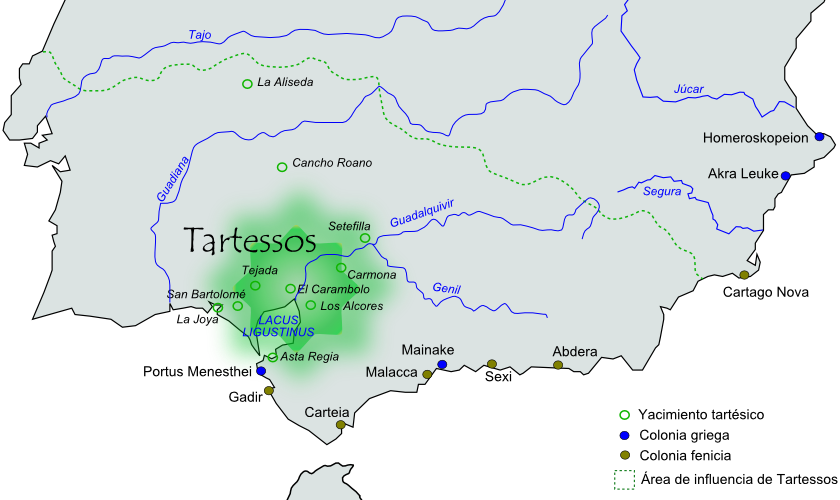
Mapa de Tartessos.

Bonsor había concebido una teoría de gabinete sobre Tartessos siguiendo los textos de Avieno en su Hispania, Ora Marítima. La capital de Tartessos habría sido una primitiva Gadir-Tarsis, situada en la desembocadura de uno de los dos brazos del Guadalquivir (actualmente cegado) en una isla situada entre Sanlúcar de Barrameda y Rota. Posteriormente habrían sido expulsados sus habitantes que fundaron la segunda Gadir, en la localización actual de Cádiz. Adelantándose a la Geoarqueología de línea de costa, en 1920 exploró la costa en solitario en busca de la mítica ciudad de Tarsis sufragado por la Hispanic Society.  Su resultado fue negativo.  En 1923,24 y 25 colaboró con un equipo alemán dirigido por  Adolf Schulten explorando amplias zonas de la costa del coto de Doñana sin ningún resultado.

## Arqueología de campo
Cruz del Negro (Carmona)
Importante necrópolis, situada a un kilómetro al noreste de Carmona, en torno a la antigua vía romana que conducía a Axati (Lora del Río). Sus hallazgos sirvieron de referencia-tipo.
Cañada de las Cabras (Carmona)
Yacimiento que se encuentra entre el camino de Lora del Río y la cañada que dio nombre al yacimiento, a un kilómetro al norte de Carmona, muy próximo a la necrópolis de la Cruz del Negro.
Bencarrón (Mairena del Alcor y Alcalá de Guadaíra) y Gandul (Alcalá de Guadaíra)
Las excavaciones más importantes de toda esta nueva exploración de Los Alcores fueron las llevadas a cabo en este gran conjunto arqueológico. Puede considerarse a esta área que engloba a varias necrópolis, todas ellas pertenecientes al hábitat situado en la Mesa de Gandul, que Bonsor siempre identificó con la ciudad romana de Lucurgentum, citada por Plinio. Los primeros trabajos en este yacimiento los llevó a cabo en 1895, cuando excavó varios túmulos en Bencarrón Alto. Sin embargo, fue en la campaña de 1902, cuando completó la excavación de casi la totalidad de las necrópolis megalítica, tartesa y romana. En 1905 proyecta con Arthur Hengel excavar de nuevo en la Mesa de Gandul en las ruinas de dos pequeños templos, con un presupuesto de 1000 ptas. El propietario del terreno, Marqués de Gandul, exigió compartir los hallazgos. El proyecto se frustró.
Ranilla (Carmona)
En este lugar, que se encuentra a 4 kilómetros al noreste de Carmona, Bonsor excavó una estructura que denominó túmulo, situada en el borde del Alcor, en tierras de la Marquesa de las Torres de la Presa.
El Acebuchal (Carmona)
Área en la que se encontraba una tierra negra llena de detritus domésticos, en la que halló un grupo de veintidós pequeños silos que contenían piedras quemadas, huesos de animales, láminas de sílex cortantes y dentados, punzones y pequeños instrumentos de cobre, pesas de telar, placas de arquero, un ídolo de violín y fragmentos de cerámica campaniforme decorada.
Alcaudete (Carmona)
Yacimiento situado al sur de la carretera Carmona-El Viso, entre esta y el camino que sale hacia el cortijo, en la Vega, fechado en un momento eneolítico precampaniforme.
Olivar de los Toruños, Santa Lucía (El Viso del Alcor)
En esta necrópolis realizó una nueva campaña de excavación, entre el 26 de enero y el 22 de febrero de 1908 -con el objetivo, esta vez, de excavar el mayor de los túmulos.
El Raso del Chirolí (El Viso del Alcor)
Lugar situado en lo alto de la cuesta, aproximadamente a 200 metros antes de llegar a las primeras casas del Viso, a la izquierda de la carretera de Carmona al El Viso, un grupo de siete motillas, que excavó el 1 de noviembre de 1909. De las siete supuestas motillas sólo dos de ellas cubrían tumbas de incineración.
Necrópolis romana de El Viso del Alcor
Necrópolis romana, probablemente llamada antiguamente Víseum o Viz, situada en un cerro pedregoso a un kilómetro al oeste de la Iglesia de El Viso, en un cercado pegado al límite del término con Mairena. En este campo hay una pequeña cantera romana en la cual se puede ver una tumba cortada en la roca con sus hornacinas para las urnas cinerarias, como las de Carmona.
Baelo Claudia, Bolonia (Tarifa)

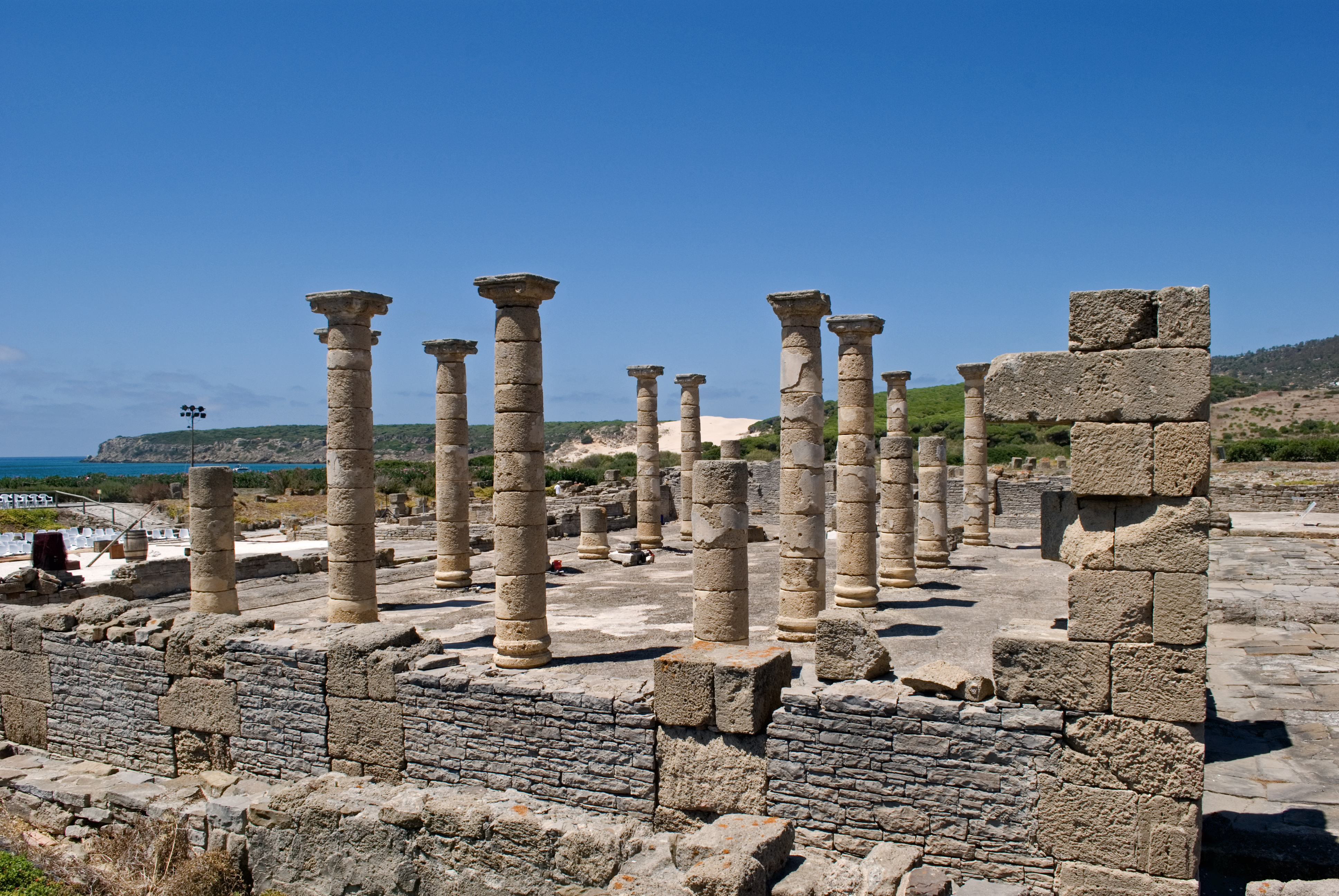
Vista de la Basílica de Baelo Claudia, en la Ensenada de Bolonia, recuperada entre los años 1917 y 1921 con la colaboración de Jorge Bonsor.

Entre 1917 y 1921, Bonsor participó bajo la dirección del arqueólogo francés Pierre Paris en la recuperación de la ciudad de Baelo Claudia. Se encargó específicamente de la necrópolis. El abastecimiento de agua de la ciudad se realizaba por medio de tres acueductos. También puede apreciarse la zona industrial con restos de las instalaciones para la fabricación del garum, calles, acueductos, restos del sistema de alcantarillado, etc. En ningún otro yacimiento romano de la península ibérica es posible una visión tan completa del urbanismo romano como en Baelo Claudia. En esto radica su principal interés, destacado también por el espectacular paisaje que rodea a la ciudad.
Setefilla (Lora del Río)
Prospección realizada también bajo patrocinio francés, junto al arqueólogo G. Thouvenot, el yacimiento de Setefilla se encuentra enclavado en las primeras estribaciones de la Sierra Morena a 9 kilómetros al noreste de Lora del Río, en una serie de crestas rocosas que popularmente son designadas como mesas, entre las que discurre el río Guadalbacar, afluente del Guadalquivir. Aunque el yacimiento haya tomado el nombre de la mesa donde se encuentra un castillo medieval y la ermita de Nuestra Señora de Setefilla, fundada en el siglo XVII, este lo conforman varias de estas mesas, que son conocidas con el nombre del Membrillo, Castillejo y Almendro, que poseen restos arqueológicos de distintas épocas.
Calendario litúrgico visigodo
A finales del año de 1908 en el hoy claustro de la Iglesia Prioral de Santa María de Carmona, se descubrió, con motivo de ciertas obras de restauración, un calendario litúrgico visigodo: en una columna estaban ordenados los pocos santos por cada día. Sin tener una idea clara de lo que se trataba, en un principio Bonsor tomó una impronta del fuste epigráfico que envió al académico padre Fidel Fita. El académico madrileño apreció inmediatamente su alto valor, pues no en vano se trataba del calendario litúrgico más antiguo de la Península.

## El Castillo de Mairena del Alcor

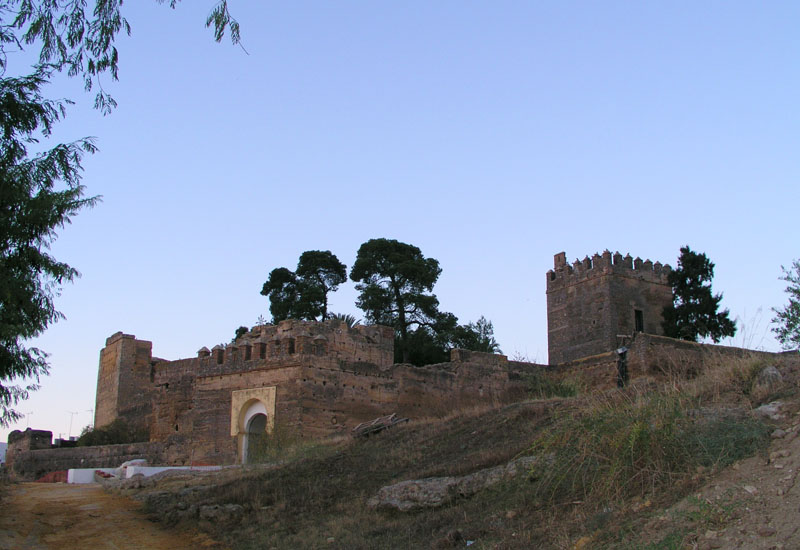
Castillo de Luna.

Jorge Bonsor compró el castillo en ruinas el día 16 de noviembre del año 1902 al ilustre erudito y militar Antonio Blázquez y Delgado Aguilera por 2.000 ptas. La fortaleza había pertenecido al Duque de Osuna hasta el año 1897. Su fecha de construcción, probablemente sobre la segunda mitad del siglo XIV, bajo la figura del señor de Marchena Pedro Ponce de León.
En el año 1903 el arqueólogo asumió tanto la dirección de los trabajos arqueológicos previos, como el diseño de las nuevas estructuras y la adaptación de las ruinas existentes. La intervención se produjo, fundamentalmente, en el sector noroeste al presentar mejor estado de conservación. Los primeros trabajos consistieron en la consolidación de las dos torres de este sector, unidas mediante un cuerpo de nueva planta rectangular que construyó aprovechando un muro correspondiente a la ampliación del siglo XV, en el que se encontraba el cuerpo de guardia.
El resto de distribuciones las mantuvo en el estado de conservación en el que se las encontró. Delimitó la propiedad de la fortaleza en el sector sur y habilitó una entrada para carruajes con acceso desde la parcela que circunscribe a la fortaleza. Según su fantasía victoriana de convertirse en alcaide castellano, una vez restaurado el castillo (1903-1907) lo convirtió en su residencia. Conseguido el hogar, a continuación contrajo matrimonio con Gracia Sánchez Trigueros (una de las tres bellas jóvenes que aparecían en su cuadro alegórico de España).
El mismo día de su boda (celebrada por el rito católico con permiso del Vaticano)  el 4 de marzo de 1907, ubicó su residencia en el Castillo. Lo amuebló al gusto pompier recargado de la época. Se hizo traer desde el museo de la necrópolis de Carmona sus colecciones. Adornó las paredes de su nueva residencia con la colección de pintura que había ido reuniendo.
Destacaba en el salón principal del Castillo, por su gran formato y majestuosidad, el conjunto de cuadros de Valdés Leal comprados al convento de Santa Clara de Carmona (1905) con la autorización del Sr. arzobispo, alguno fragmentado en unidades más pequeñas. Buen aficionado a las pinturas de Luis de Morales, tenía en lugar preferente una Sagrada Familia, que acabó vendiendo con mucho sigilo a la Hispanic Society of America.

## El marchante: The Hispanic Society of America
Bonsor había conocido a Archer Milton Huntington a finales de siglo en Itálica. En esta estancia, Huntington pudo apreciar el importante trabajo desarrollado por Bonsor en Carmona. Tras unos años, con motivo del envío de Bonsor de su artículo Los Pueblos antiguos del Guadalquivir y las alfarerías romanas, ambos personajes volvieron a establecer contacto, iniciándose una regular relación entre ambos hasta 1903. Huntington, con la intención de promover el interés de la cultura española en Norteamérica, decidió crear una institución y fundó el 18 de mayo de 1904 The Hispanic Society of America, con sede en Nueva York. Para ello se crearon una biblioteca y museo de carácter público y gratuito, lo que conllevó la importación de libros, obras de arte y antigüedades españolas, que serían la principal tarea del hispanista estadounidense durante bastantes años. La importante Biblioteca del Museo Británico, desiderátum de cualquier científico,  había solicitado las publicaciones más significativas de Bonsor que la Hispanic Society de Huntington se había comprometido a publicar, traducidas del francés al inglés con todo esmero.

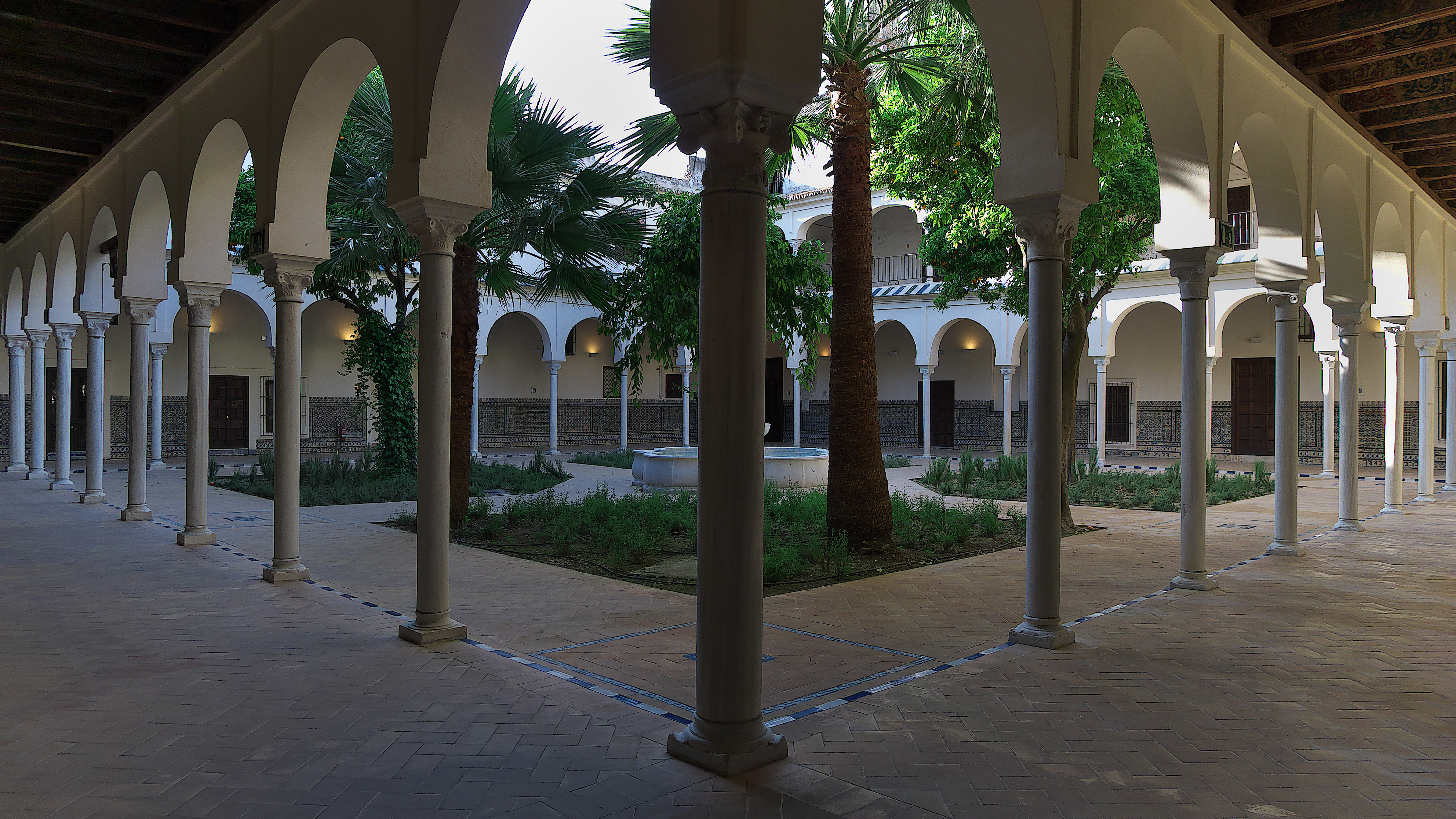
Monasterio de Santa Clara donde Bonsor compró azulejos y las pinturas de Valdés Leal.

La Hispanic Society of America convirtió a Bonsor en uno de sus principales proveedores de antigüedades o marchante en España. Cuando hacía pocos años que la escultura de la Dama de Elche había sido comprada legalmente por 4.000 francos por el museo del Louvre (por Pierre Paris en 1897), la desconfianza hacia los intermediarios extranjeros exacerbó el nacionalismo patrio. Este ha sido uno de los aspectos más criticados a Bonsor.

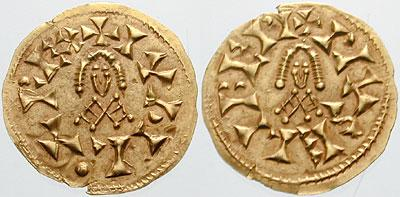
Tremissis de Iudila. Tesoro de La Capilla. Carmona (solo existen dos únicos ejemplares, de dos cecas diferentes).

En efecto, Bonsor vendió una importante parte de los objetos procedentes de Los Alcores, además de una colección de azulejos, pintura española y otros objetos artísticos y bibliográficos. Estas ventas eran permitidas por la legislación que existía por aquel entonces en España sobre exportación de antigüedades. Los envíos se hacían directamente a Nueva York desde Sevilla por barco, perfectamente embalados por Bonsor. Tras un trámite aduanero legal (factura de conocimiento de embarque) eran allí entregados a la Hispanic Society. El pago se hacía a vuelta de correo por medio de cheques en pesetas generalmente al Credit Lyonnais de Sevilla. Otras veces los objetos viajaban por fronteras intermedias. Con frecuencia se toleraba entre las potencias coloniales que anduviera mezclado el cuerpo diplomático en el tráfico de antigüedades valiosas.

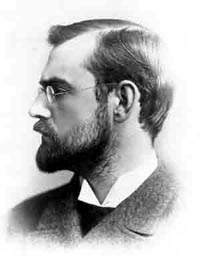
Archer M. Huntington (1900), Mecenas de la Hispanic Society of America.

Posiblemente Bonsor nunca vendiera ninguna pieza que no fuera destinada al Museo de la Hispanic Society, con lo que toda su colección se encuentra ubicada en un mismo Museo.  Se supone que la finalidad de esta venta fue compensar los gastos que le ocasionaban el acondicionamiento del Castillo de Mairena del Alcor y su mantenimiento, además del de la Necrópolis de Carmona.
Ya en noviembre de 1904 Bonsor escribe a Huntington: 

"Estoy convencido de que no tardará en ser aprobada por las Cortes la nueva Ley, propuesta hace ya algún tiempo, contra la exportación de antigüedades  y obras de arte. Así es que he decidido vender parte de mi colección de antigüedades prerromanas.[...] Le enviaré una lista con las fotografías de las piezas más importantes". [...] "En mi última carta le expreso mi propósito de vender fuera de España los incunables de mi colección de antigüedades prerromanas típicas de Carmona. Tendré que sacarlas del país antes de que la nueva ley sea votada por las Cortes" .[...] "Mientras tanto, el presente Gobierno liberal en España me ha hecho Caballero de la Orden de Alfonso XII, una Orden creada especialmente para artistas, científicos y literatos".

La sociedad cooperativa Bonsor & Fernández también vendió a la Hispanic Soc. antigüedades procedentes de su museo de la necrópolis de Carmona. En febrero de 1905 Bonsor ofrece a Huntington la venta de un mosaico romano de su Museo, procedente de Alcolea del Río, del que su socio no quiere desprenderse. Promete interceder. En abril llegan al acuerdo de ofrecerle el lote por 5.500 ptas. Se realiza el trato.   En 1891 ambos socios estuvieron involucrados, directa o indirectamente,  en el descubrimiento de un importante tesoro de monedas de oro visigóticas (tesoro de La Capilla) que fueron adquiridas por Huntington a través del anticuario francés Étienne Bourgey que las había adquirido a Juan Fernández. Huntington estaba muy orgulloso de ser el único poseedor de una moneda de este lote acuñada por un rey godo desconocido llamado IVDILA.
En 1910 Bonsor se creía con algunas prerrogativas territoriales y pensaba que Adolf Schulten reconocía que Andalucía est mon domaine archeologique . Escribía al arqueólogo aficionado que era Huntington:

"Por si viene Vd. el año que viene he decidido dejar[le] reservadas unas importantes excavaciones en mi distrito (Sic) . Como le previne estoy trabajando aquí solo, nadie sabe lo que estoy haciendo, pues me quedo para mí los resultados de las excavaciones".

  Se conoce el estadillo de las ventas de Bonsor a la Hispanic Society; se produjeron en cinco lotes y años distintos:
- Lote 1 (1905): varios vasos de cerámica campaniforme de El Acebuchal y materiales de la Cruz del Negro, azulejos hispanomoriscos, dos ejecutorías de linajes de dos personajes de El Viso del Alcor, dos mosaicos procedentes de Alcolea del Río y regalan varias piezas de la Necrópolis romana de Carmona. A la Sra. Huntington le regaló un traje de seda del siglo XVIII.[108]

- Lote 2 (1906): cerámica campaniforme de El Acebuchal, marfiles grabados fenicios y otros objetos de la Cruz del Negro, Bencarrón, Santa Lucía, Alcantarilla, Cañada de las Cabras y Huerta Nueva. Una serie de figuras de tamaño natural de un belén del siglo XVII, dos columnas salomónicas, un Ecce Homo del divino Morales, una colección de azulejos y una ejecutoría del siglo XVII.[108]

- Lote 3 (1908): cerámica campaniforme de El Acebuchal, objetos de marfil de Cruz del Negro y El Acebuchal, brazaletes y broches de cinturón de la Cruz del Negro, cuchillos, armas de bronce y hierro de la Cruz del Negro, el carro votivo de Bencarrón y otros objetos romanos, un ánfora romana, una pequeña taza de cerámica rojiza con decoración floral de El Viso del Alcor, dos proyectiles de piedra del siglo XIV del Castillo de Mairena, un cofre de cedro americano, azulejos del siglo XVI del Convento de Santa Clara de Carmona, un cofre de hierro del siglo XVI, una urna de la Cruz el Negro decorada con círculos concéntricos, dos proyectiles de piedra del siglo XIV del Castillo de Mairena, 5 proyectiles de piedra de una balista romana de Osuna, una urna romana y un fragmento arquitectónico de mármol blanco de Carmona.[108]

- Lote 4 (1909): Huntington se interesó por adquirir cerámica popular española, por lo que Bonsor envió un lote de 50 cerámicas de este tipo de distintos puntos de Andalucía, concretamente de Almería, Andújar, Granada y Triana.[108]

- Lote 5 (1910): Gran parte de los ajuares de la necrópolis romana de la Cañada Honda.[108]

Los objetos de la campaña de Bencarrón Cañada Honda, el número de los mismos y los importes cobrados de la Hispanic Society son los siguientes:
| Piezas de cristal | Piezas de cerámica | Lámparas y Mecheros | Otros objetos diversos | Totales    |
| ----------------- | ------------------ | ------------------- | ---------------------- | ---------- |
| 89                | 75                 | 25                  | 50                     | 239        |
| 9190 ptas         | 2660 ptas          | 315 ptas            | 3095 ptas              | 15260 ptas |

El rendimiento económico de esta prospección reseñada parece absolutamente exagerado. Ya que la inversión de toda la campaña tanto en salarios, primas y materiales, ascendió a 1.181,80 pesetas. Cada lote iba acompañado de una serie de dibujos y notas descriptivas sobre todos los materiales, especialmente los arqueológicos. El 20 de marzo de 1911 se remató la venta del último lote.
En julio de 1911 se promulga por fin la Ley de Excavaciones Arqueológicas que, como novedades principales, establecía la primacía del interés público sobre el privado; la propiedad del Estado sobre los hallazgos descubiertos de forma casual en el subsuelo o los encontrados al demoler antiguos edificios y el derecho de otorgar los permisos de excavación, penalizando aquellas que se realizaran sin su previa autorización. Los 13 artículos de la real sanción de 7 de julio de 1911 sobre excavaciones arqueológicas vinieron, ciertamente, a limitar la práctica privada de la Arqueología. 

Artículo 8.«[...] los descubridores extranjeros autorizados por el Estado harán suyos en pleno dominio un ejemplar de todos los objetos duplicados (Sic) que se descubran. [...] Los objetos no duplicados podrá llevarlos al extranjero el descubridor para su estudio, comparaciones y clasificaciones, comprometiéndose a devolverlos al Estado español en el plazo de un año».

Bonsor se queja de la ley y se muestra oscuro cuando declara contrariado: 

«En Francia las Sociedades Arqueológicas del país fueron consultadas por el Gobierno. Todos votaron a favor de la libertad completa sobre dicha materia».

A partir de este momento el liberalismo arqueológico hubo de cambiar su rumbo y los cosechadores independientes hubieron de integrarse en instituciones oficiales más o menos controladas. Durante los años 1912 y 1913 Bonsor no excava. Se convierte en marchante de Huntington. Viaja por media España buscando cerámica, hierros, cuadros y antigüedades. La economía de Bonsor pudo quedar afectada con la I Guerra Mundial.
Por esta época, Bonsor colaboró con alguna institución francesa como la École de Hautes Études Hispaniques (Casa de Velázquez) en la prospección de Baelo Claudia  y Setefilla. A partir de la ley de 1911 a las instituciones francesas no le faltaron permisos de excavación por la Junta Superior de Excavaciones, pero los jóvenes arqueólogos franceses dudaron ahora en dedicarse a España y se debió contratar a excavadores locales más o menos oficiosos como Bonsor o Cayetano de Mergelina y Luna.
Se involucró en el oscuro asunto de la Escuela Anglo-Hispanoamericana de Arqueología, entidad propiedad de la arqueóloga británica Elena Whishaw, radicada en Niebla (Huelva), donde contaba con infraestructuras de financiación más bien confusa aunque bajo patronazgo Real (1923). En 1927 figuraba Bonsor como codirector.

## Hijo adoptivo de Carmona. Cesión de la necrópolis de Carmona al Estado

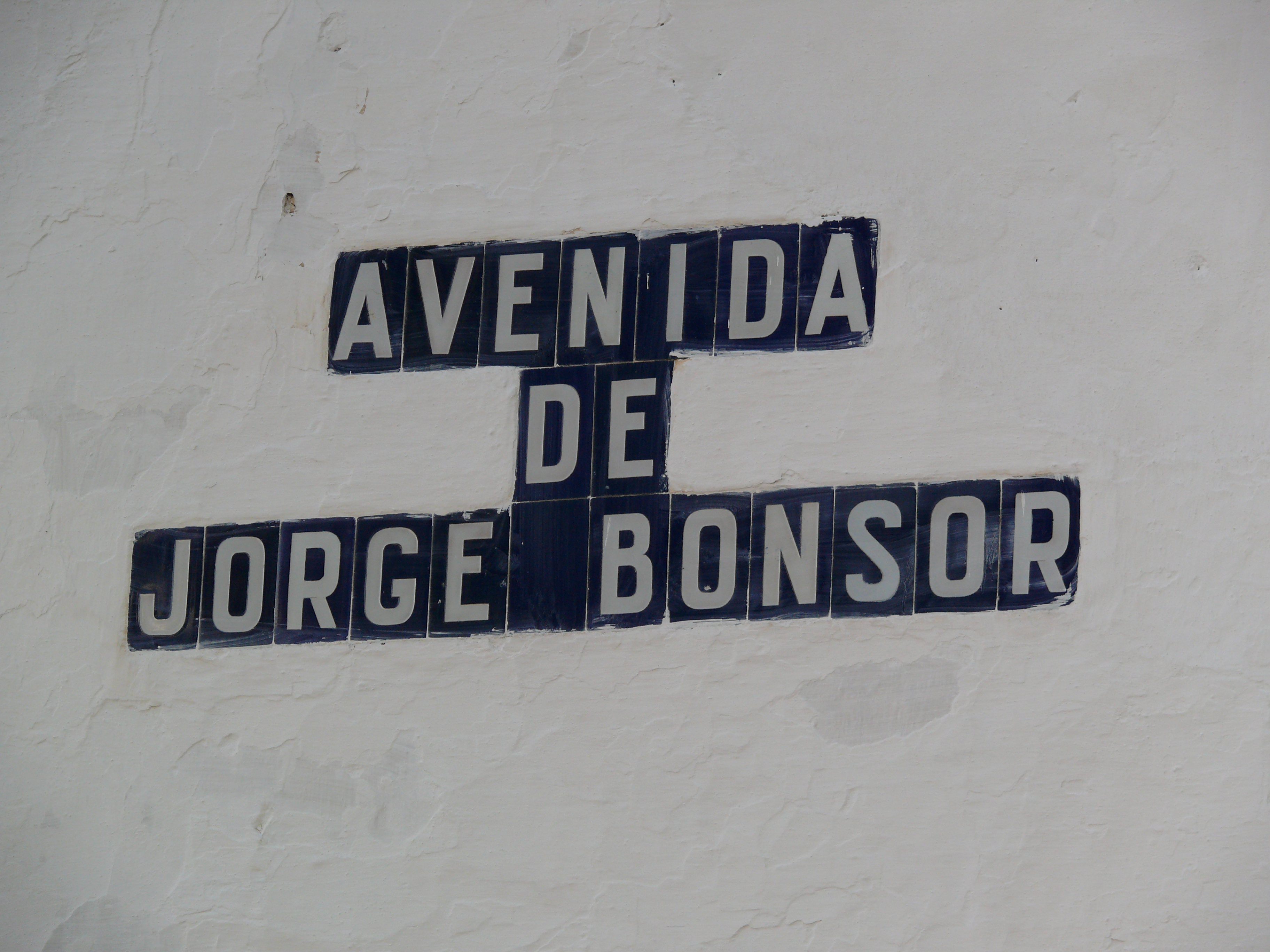
Rótulo de la Avenida dedicada a Jorge Bonsor en Carmona.

Juan Fernández López, fallecido en Carmona el 22 de octubre de 1925, legaba en su testamento su parte correspondiente de la necrópolis de este lugar a Bonsor, con la idea de que este la cediese al Estado tras su fallecimiento. Bonsor plasmó este deseo en su testamento, escriturado en Carmona el 24 de agosto de 1925.
El 15 de diciembre de 1925 falleció en el Castillo de Mairena del Alcor su esposa Gracia Sánchez Trigueros.
Cada vez era más necesario premiar el reconocimiento a la obra y actividad de Bonsor, no solo por su contribución a la arqueología, sino en general por sus estudios sobre el arte, la historia y en general de la cultura de España, particularmente de Andalucía. El 27 de febrero de 1927 fue nombrado socio numerario de la recién creada Sociedad Española de Antropología, Etnografía y Prehistoria. Las autoridades de Carmona le nombraron hijo adoptivo de esta ciudad el día 13 de septiembre de 1927.
El 1 de agosto de 1927 año Bonsor contrajo de nuevo matrimonio, está vez en Huelva, con Dolores Simó Ruíz, hija de su antiguo amigo Ángel Simó López de Haro.

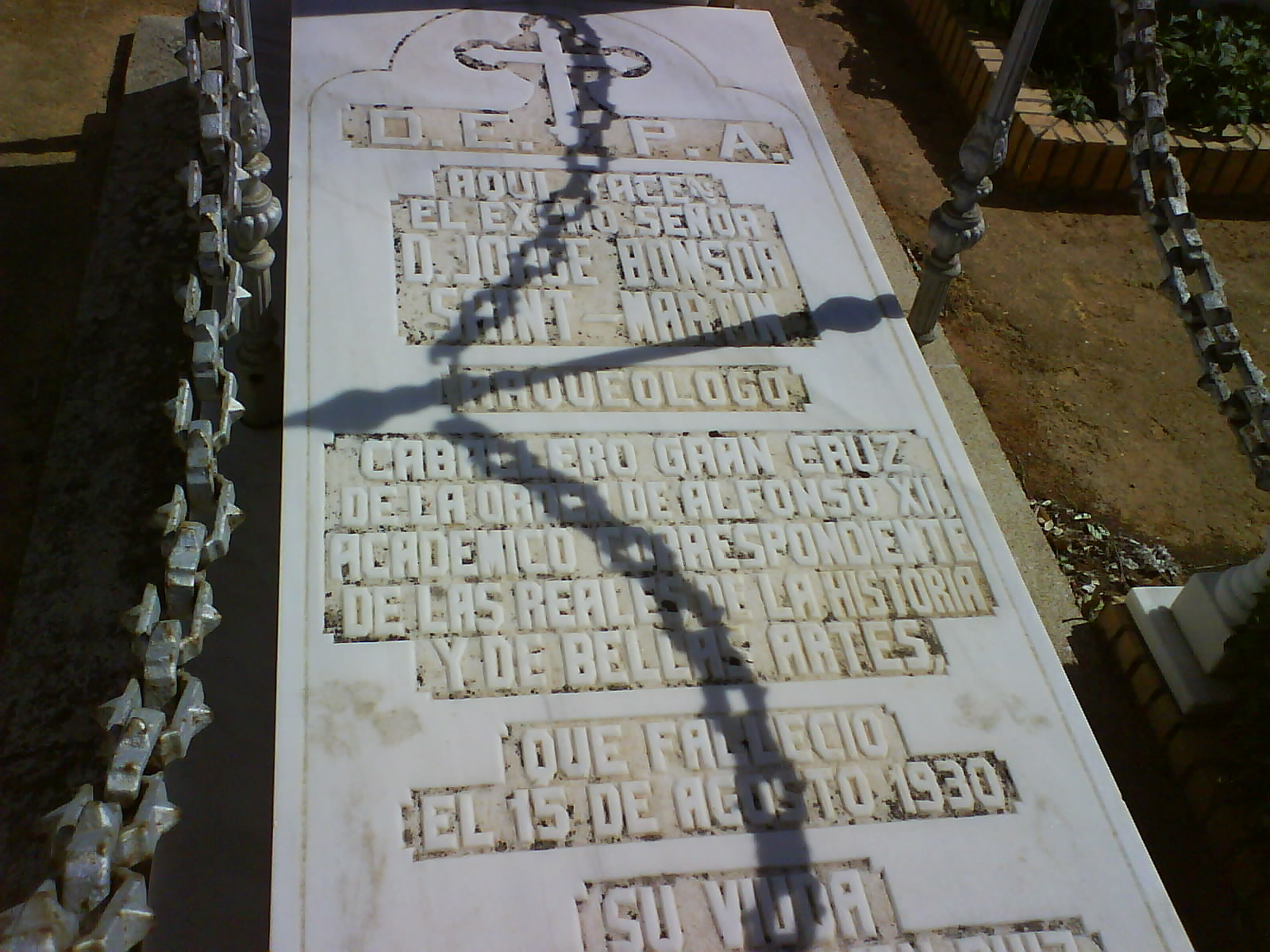
Tumba donde yacen los restos del arqueólogo.

Como vocal de la Comisión de Monumentos de Sevilla, propuso a esta que declarara la Necrópolis de Carmona Monumento del Tesoro Artístico Nacional. Esta accedió y lo solicitó a principios del año 1930 al Ministro de Instrucción Pública y Bellas Artes.
Los trámites se realizan con celeridad, pues el entonces director general de Bellas Artes, Manuel Gómez-Moreno, conocía bien a Bonsor, su obra y su extensa contribución a la arqueología española. Así el 2 de julio de 1930 es declarado por Real orden Monumento del Tesoro Artístico Nacional la Necrópolis Romana de Carmona.
El 28 de julio de ese mismo año la Necrópolis de Carmona fue cedida al Estado español, según consta en escritura pública firmada en el Castillo de Mairena del Alcor ante el notario Ignacio Giménez Gil y Diego Angulo, catedrático de la Universidad de Sevilla, y representante legal de la Dirección General de Bellas Artes, interviniendo como testigos el alcalde de Mairena, José Jiménez Florindo y José Muñoz San Román, escritor y periodista sevillano. Autoridades, investigadores y amigos que Bonsor reconocieron su amable donación y contribución al enriquecimiento del patrimonio histórico-artístico español.
George Bonsor falleció el 15 de agosto de 1930 a las 17 horas, de una enfermedad que fue diagnosticada como ciática, en el Castillo de Mairena del Alcor, instalándose la capilla ardiente en su estudio para, al día siguiente, ser enterrado en el cementerio de Mairena del Alcor, donde yacen sus restos. Un día antes de su fallecimiento le comunicaron su nombramiento como Caballero Gran Cruz de la Orden Civil de Alfonso XII de España, la mayor distinción española.
En 2011 las herederas de Dolores Simó Ruíz donaron al Ayuntamiento de Mairena del Alcor un lote de libros de historia general, acuarelas, bocetos y dibujos a lápiz realizados por Bonsor, álbumes de fotografía y recortes.

## Publicaciones
Las publicaciones en libros y revistas contribuían a darse a conocer, a expandir la ciencia y abrir mercados. Según sus amigos y admiradores Bonsor publicó relativamente poco, quizás por encontrarse fuera de los circuitos académicos universitarios y también por las limitaciones técnicas de aquella época (dibujos, esquemas a escala, fotografías) incluso por rivalidades con otras nacionalidades (en la rivalidad Alemania-Francia él estuvo siempre del lado francés). Publicó algunas monografías en francés, que enviaba gustoso a sus colegas, en revistas de la especialidad y más tarde en inglés, a expensas de la Hispanic Society of America.
- Bonsor, G. E. (1897): Notas arqueológicas de Carmona. Revista de Archivos, Bibliotecas y Museos 1: 231-233, 568-570.
- Bonsor, J. (1899):  Les colonies agricoles prérromaines de la vallée du Bétis. Paris: Ernest Leroux, éditeur. (Separata de Revue Archéologique

35, 1899).
- Bonsor, J. (1924): Los dioses de los Alcores, Sociedad española de antropología, etnografía y prehistoria, Memorias, Tomo III. Museo Antropológico Nacional
- Bonsor, J. (1927):  Le véritable origine de Carmona et les découvertes archéologiques des Alcores, en Revue Archéologique, XXV, pp. 285-300
- Bonsor, G. E.; Thouvenot, R. (1928): Nécropole ibérique de Setefilla. Lora del Río (Sevilla). Fouilles de 1926-1927. Bibliothéque de l’École des Hautes Études Hispaniques 14. Bordeaux, Paris.
- Bonsor, J. (1928): Tartessos. Excavaciones practicadas en 1923 en el Cerro del Trigo, término de Almonte (Huelva). Memoria de los trabajos realizados en dichas excavaciones por don Jorge Bonsor, Madrid. Junta superior de excavaciones y antigüedades, nº 97
- Bonsor, J. (1928): Early Engraved Ivories in the Collection of The Hispanic Society of America, New York
- Bonsor, G.E.From Tarshish to the Isles of tin.
- Tartessos. Biblioteca Virtual de Andalucía. Junta de Andalucía. Consejería de Cultura. 2010. ISBN 978-84-9959-015-8
- Expedición arqueológica a lo largo del Guadalquivir. Versión español de Genaro Chic y Aurelio Padilla. Écija (Sevilla). Gráficas Sol. 1989.
- An archaelogical sketchbook of the Roman necropolis at Carmona. New York: Hispanic Society of America. 1931.
- Fouilles et travaux de restauration du Castillo de Mairena del Alcor. Années 1903 et 1904.
- Las colonias agrícolas del Valle del Guadalquivir. Trad. del francés y estudio preliminar de Jorge Maier. Écija (Sevilla). Gáficas Sol. 1997

## Nombramientos
- Académico correspondiente de la Real Academia de Bellas Artes de San Fernando (1885).
- Académico correspondiente de la Real Academia de la Historia (1885).
- Socio del Ateneo y Sociedad de Excursiones de Sevilla (1887).
- Miembro correspondiente de la Société des Sciences, Arts et Belles- Lettres du Tarn (1888)
- Socio correspondiente de la Sociedad Artístico-Arqueológica de Excursiones de Cádiz (1893).
- Miembro correspondiente de la Société de Correspondance Hispanique de Bordeaux (1898).
- Secretario adjunto del Congrès international d'Anthropologie et d'archéologie préhistorique (1900).
- Socio correspondiente de la Sociedad Artístico-Arqueológica Barcelonesa (1900).
- Socio de la Société d'Archeologie de Bruxelles (1900).
- Miembro de The Hispanic Society of America (1905).
- Miembro del Instituto Etnográfico de París (1911).
- Vocal de la Comisión Provincial de Monumentos Histórico-Artísticos de Sevilla (1916).
- Miembro correspondiente del Institut International des Hautes Études et des Beaux-Arts (1919).
- Miembro de The National Geographic Society de Washington (1922).
- Socio del Institutum Archeologicum Imperü Germanícum.
- Socium ab Epístulis (1924).
- Socio Numerario de la Sociedad Española de Antropología, Etnografía y Prehistoria (1927).

## Homenajes
- Exposición en 2009 "Jorge Bonsor y la recuperación de Baelo Claudia (1917-1921)"[120]